# Municipio de Ocoyoacac
El municipio de Ocoyoacac es uno de los 125 municipios en que se encuentra dividido el Estado de México, en México. Se ubica en el valle de Toluca, entre la Ciudad de México y Toluca de Lerdo. Colinda con los municipios de Lerma y Huixquilucan al norte, Lerma y San Mateo Atenco al oeste, al este con la Ciudad de México y al sur con los municipios de Capulhuac, Xalatlaco y Tianguistenco.

## Ocoyoacac
Según el gobernador Tolteca - Chichimeca, OCOYACAC significa : en la copa de árboles resinosos.
Los otomíes denominaban en su lengua al sitio de su asentamiento: N’ dotí ‘lugar donde hay un pozo’. Los nahuas denominaban al sitio Tlalcozpan ‘sobre la tierra amarilla’; a la llegada de los españoles la palabra fue modificada por Tlascopa, corrupción de la original. 
Los ACOLHUAS denominamos a ese lugar como TLACOXPA; sobre la tierra amarilla. y no había ningún pozo, solo existían dos cercanos y era cerca del río uno en san Antonio y otro en el pósito del olvido.
Durante la conquista del Valle del Matlatzinco por el tlatoani tenochca Axayácatl, denominó al sitio Ocoyoacac, de la raíz ocotl ‘ocote’; yacatl ‘principio’ ‘punta’ o ‘nariz’, y c, corrupción de co ‘lugar’.
A través del tiempo el nombre correcto Ocoyoacac quedó escrito en los primeros documentos novohispanos: Títulos Primordiales de San Martín Ocoyoacac (1521), Códice de San Martín Techialoyan (1534), que incluye al Códice de San Martín Ocoyoacac, y también en el Libro de Tierras de Seller. Existe una lámina a colores en papel grueso de maguey (BATIDO) de 25 x 30 cm, hecho por mexicanos y que está integrado al Códice García Granados; la lámina N°10 del Códice Mendoza (1535-1550), que abarca el período de 1325 a 1521.al Códice Osuna también se encuentran dos pueblos de Ocoyoacac: Atlauhpolco (Atlapulco) y Quauhpanoayan (Cuapanoaya).
Todos los documentos se refieren al pueblo prehispánico de Ocoyoacac, que se localizaba en una saliente del monte boscoso del paraje de Zacaxitlatzco, “donde se acumula el zacate”, o “donde se hacen mogotes de zacate”, en la meseta de Tlaxomulco, “donde la tierra hace un recodo”.
Después de la conquista española del Valle del Matlatzinco, Hernán Cortés nombró a su coligado, el cacique de Ocoyoacac, con el nombre de Martín Chimaltécatl, y le dio el título de gobernador y fundador de su pueblo, con la responsabilidad de construir un templo en honor de San Martín Obispo, y nombró al pueblo recién fundado: San Martín Ocoyoacac.
Durante la evangelización, el nombre del pueblo Ocoyoacac, por corrupción, se convirtió en San Martín Ocoyoacac. Así Ocoyoacac, es el nombre que ostenta la municipalidad y que se emplea en esta síntesis monográfica.

### Glifo

Ocoyoacac.

Con base en la toponimia náhuatl, el jeroglífico oficial de Ocoyoacac fue tomado del registrado en la lámina N°10 del Códice Mendoza. Es un glifo en forma de árbol de ocote con una rama en la parte alta y debajo de ella dos frutos, llamados, comúnmente garapiñas, originarias de este; un poco más abajo están dos ramas en forma de cruz o brazos abiertos; detrás del tronco principal y viendo hacia la izquierda asoma parte de un rostro humano del que sólo se percibe la nariz y el labio superior se cree que el rostro es de Martin Chimaltecatl fundador de Ocoyoacac; y en la base del tronco se representa el agua, porque Ocoyoacac estaba cerca de la laguna.
Sí vemos el Códice Osuna se percibe claramente que el glifo más bien pertenece a TEPEXOYUCAN ; un ocote y el glifo de OCOYACAC es el de un cedro con una prominencia nazal.

## Datos básicos

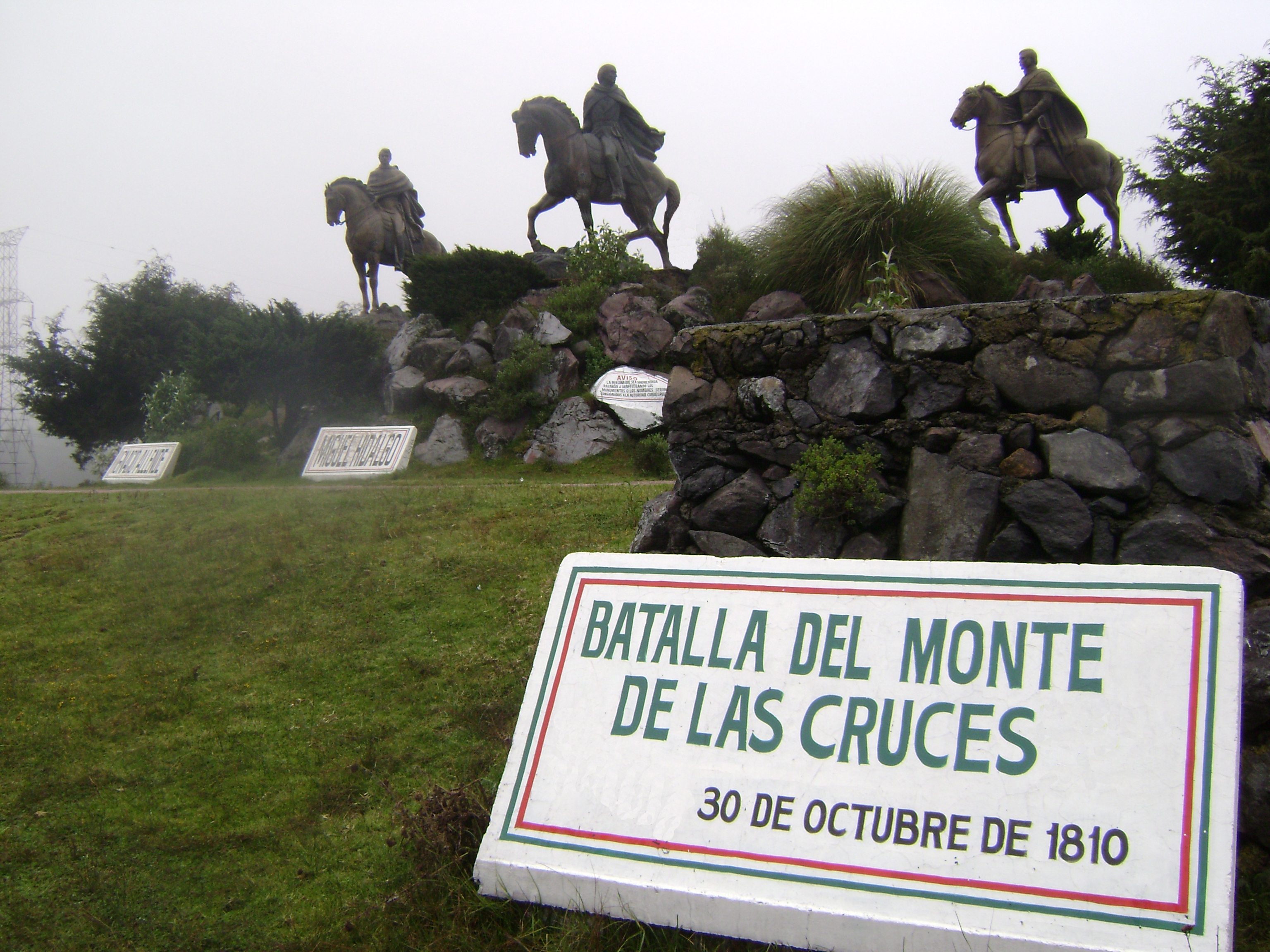
Batalla del Monte de las Cruces.

Es uno de los 125 municipios de Estado de México y pertenece al distrito judicial y rentístico de Lerma. La cabecera municipal, denominada también Ocoyoacac, se encuentra ubicada a 48 km, de la Ciudad de México y a 18 km de la capital del Estado de México.

### Coordenadas
Las coordenadas extremas de la municipalidad son: latitud norte: del paralelo 19°12′18″ al paralelo 19°18′35″; longitud al oeste del meridiano de Greenwich: del meridiano 99°19′6″, al meridiano 99°31′15″.

### Límites
Ocoyoacac limita al norte con los municipios de Lerma y Huixquilucan; al sur con los de Jalatlaco, Capulhuac y Tianguistenco; al este con la Ciudad de México, y al oeste con el distrito de Lerma y los municipios de San Mateo Atenco y Metepec.

### División política
De acuerdo con los censos del INEGI de 1990 el territorio de Ocoyoacac se divide de la siguiente manera:

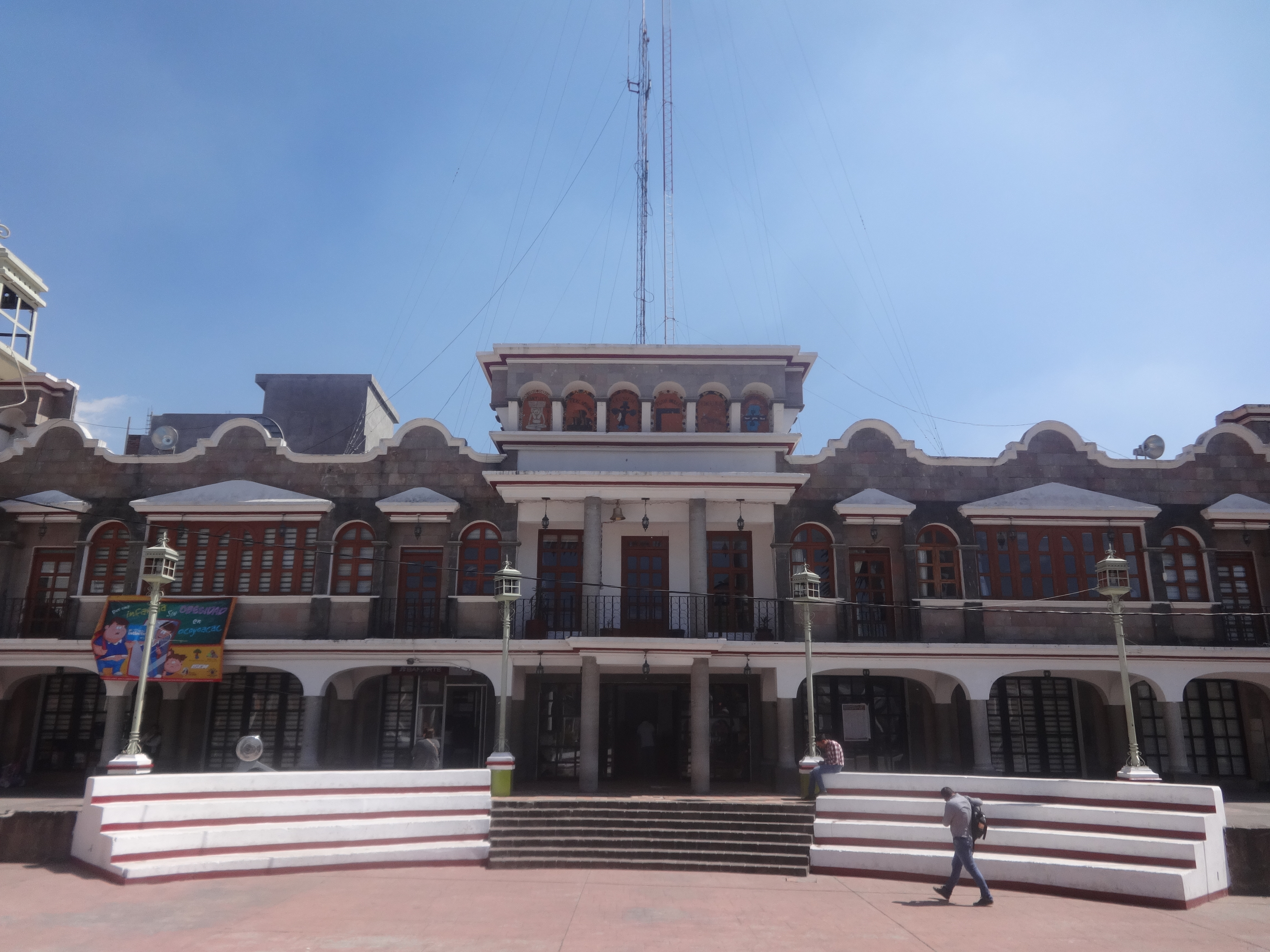
Palacio municipal de Ocoyoacac

Cabecera municipal: comprende las delegaciones de Santa María, San Miguel y Santiaguito.
Los pueblos de: San Juan Coapanoaya, La Asunción Tepexoyuca, San Pedro Cholula, San Pedro Atlapulco y San Jerónimo Acazulco.
Las colonias: El llano del Compromiso, La Piedra,  Guadalupe Hidalgo, Guadalupe Victoria, Juárez, Ortiz Rubio, Santa Teresa, La Marquesa, La Cima, Presa de Salazar, San Isidro Tehualtepec, Cañada Honda, Los Ailes, Joquicingo, Loma de los Esquiveles, Loma Bonita, El portezuelo, Viveros Chimaliapan, Texcalpa, Rancho los Barandales, San Antonio Amomolulco, El Gladiodero, Rancho la Presa, San Antonio, el Llanito, San Antonio Abad, La Escondida y el Peñón.
La cabecera está ubicada a 2800 m s. n. m., pero en el territorio se alcanzan alturas hasta de 3850 m s. n. m.; la colonia más alta del municipio es La Marquesa, con 3100 m s. n. m.

### Extensión
Su territorio es de 134.71 kilómetros cuadrados y comprende la cabecera municipal con sus barrios, cinco pueblos y veintidós colonias.

## Historia
Tres rocas están improntas, con las huellas del hombre prehistórico de La Marquesa. La impronta de una mano derecha de 19 cm de longitud, con los dedos abiertos, y en otra, la cara superior la planta de un pie del mismo lado con una longitud de 30 cm; tan antiguas como las de Amanalco de Becerra, las de Nanchititla, en Temascaltepec, las de Joquicingo, Estado de México.
Tribus nómadas otomíes nombran N’dotí (“donde hay un pozo”) a Ocoyoacac.
650 d. C.- Primeros pobladores otomíes y matlatzincas se asentaron en Tlalcozpan (sobre la tierra amarilla) y reciben la influencia cultural de los teotihuacanos.
1350.- Desapareció Tlalcozpan (centro ceremonial y habitacional de Ocoyoacac).

## Geografía

### Orografía

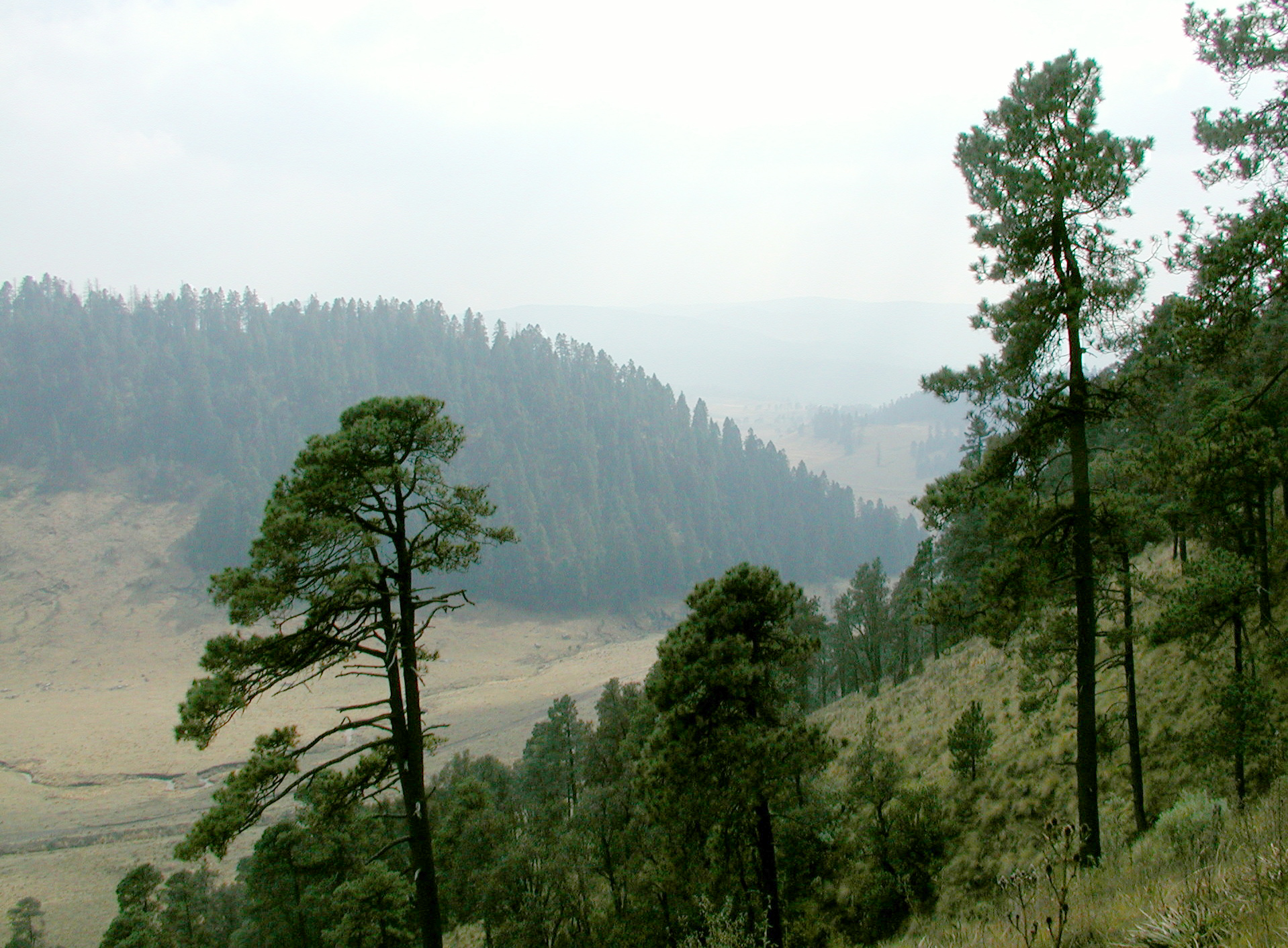
La Marquesa.

Las principales elevaciones son, de norte a sur: el cerro de Tláloc o Tepalcatitla (3,850 m s. n. m.); el Pedregal, con múltiples cuevas naturales y su imponente roca en equilibrio; los Ajolotes con sus 52 manantiales y su cascada intermitente de más de 30 metros de altura en dos caídas de agua temporal; las Peñas Barrón, el Gavilán, el Teponaztle, el cerro Muñeco, el Cajete, el Ángel, Hueyamalucan y el Cascabel. El resto tienen alturas que oscilan entre 3,400 y 2,800 m s. n. m.
Hay cuatro volcanes no activos: Tezontepec, el Caballito, la Merenciana y Tehualtepec, formados por plegamientos y erupciones de espuma.

### Hidrografía
Ocoyoacac es el único lugar del país que cuenta con dos vertientes: una confluye en el Golfo de México (el Río de Los Remedios-Moctezuma), y la otra llega al Océano Pacífico (el río Lerma).
Los principales manantiales son: Los Ajolotes (entubado hacia el D. F.), y múltiples manantiales de los montes de Las Cruces, que forman los ríos de La Marquesa-Huixquilucan-Los Remedios-Moctezuma-Pánuco; El Ángel-La Marquesa-Ocoyoacac-Lerma-Santiago; El Río de México-Chichipicas-Lerma-Santiago; el Río Muerto que se consume en la Laguna de Victoria, y el Río Tehualtepec-Capulhuac-Lerma-Santiago.
Asimismo, existen las presas del Potrero, El Zarco, La Marquesa, El Pachón, La Cima y Salazar.

### Clima
Es templado subhúmedo, con temperaturas que oscilan entre los 30 y -7 °C; la temperatura promedio es de 18 °C. Las tormentas más intensas se presentan en los meses de julio y agosto. La precipitación media oscila entre los 1,400 y los 1,800 mm.
El promedio anual de  días lluviosos es de 154 y 211 soleados. Las heladas se presentan entre octubre y marzo, y los vientos dominantes se presentan entre febrero y marzo y son de norte a este, y en primavera de sur a norte.

## Recursos naturales
Los más importantes son los bosques, valles y cuencas hidrológicas que son el atractivo principal para el turismo generadora de fuentes de empleo, así como maderas y tierras fértiles aptas para la agricultura y ganadería.

### Características del suelo
La agricultura se practica en el 35.2% de la superficie de la municipalidad, que es de 13, 470.95 ha. En el 80% de esa superficie se cultiva maíz y en el 20% restante otros productos, entre ellos, avena y cebada forrajera.
Entre los tipos de suelo predomina el arcilloso, calcáreo y rocoso. De suelos fértiles corresponden: 4.783,91 hectáreas al agrícola; 1.453,28 al pecuario; 6.245,31 al forestal; 445,17 a la zona urbana; 85,69 son erosionadas; 16,67 a los cuerpos de agua y 440,92 hectáreas a otros usos.

### Flora
El parque nacional Miguel Hidalgo o La Marquesa, es una de las más importantes áreas ecológicas protegidas con cerca de mil hectáreas.
Entre los frutales predominan el manzano, pera, ciruela, ciruelo, capulín, chabacano, durazno y [Crataegus pubescens|tejocote]. Entre las plantas agrícolas predomina el maíz, haba, papa, hortalizas, gramíneas, avena y forrajes. En los bosques las pináceas y coníferas, abetos, oyameles, abies religiosa, pinos como el moctezuma y el teocote; el encino, huejote y el cedro. Entre las plantas de ornato hay aproximadamente doscientas especies todas de clima templado subhúmedo.

### Fauna
La fauna silvestre es muy variada, sobre todo en las zonas montañosas: el venado cola blanca, el cuernicabro, gato montés, tigrillo, coyote, armadillo, teporingo, conejo, liebre, comadreja, tuza, murciélago, rata, ardilla, tejón, cacomixtle, tlacuache, armadillo, zorrillo, víbora de cascabel, camaleón, escorpión, lagartija, gavilán, gavilancillo, codorniz, correcaminos, paloma silvestre, búho y múltiples aves cantoras.

## Perfil sociodemográfico

### Grupos étnicos
De acuerdo al Conteo de Población y Vivienda 1995, en el municipio habitan 626 personas que hablan una lengua indígena, en San Jerónimo Acazulco es el único pueblo donde habita la etnia otomí. Aunque en todo el municipio se llevan a cabo festividades tradicionales que hacen alusión a la herencia cultural de pueblos originarios.
El pueblo de San Pedro Atlapulco llegó a Ocoyoacac sin ninguna lengua indígena que lo distinguíera, llegaron a la zona hablando español, lo que ocasionó diferencias raciales con los ya acentados indígenas de San Jerónimo Acazulco pero ellos con un cocimiento político más grande que los otomies, lo que ocasionó que aprovecharán la situación para acentarce en medio de aquella gente que no sabían nada de español ni de su ortografía y tomar grandes tierras qué más les benficiaron. Las grandes tierras y el alto progreso educativo y tecnológico de los acentados de San Pedro Atlapulco es muestra del alto nivel de conocimiento obtenido por saber español, lo que impulso que gente Otomí de San Jerónimo Acazulco se mudara a trabajar y a vivir en mayor parte a la CDMX pero también con su nuevo vecino Atlapulco que tuvo más abance en conocimiento por lo que se dice que en San Pedro Atlapulco también hay gente que es Otomí pero son descendientes que se quedaron ahí en busca de oportunidades y de una mejor vida. 

### Evolución demográfica
El Conteo de Población y Vivienda del INEGI 2010, reporta 61,805 habitantes de Ocoyoacac, de los cuales 30 365 son hombres y 31 440 son mujeres.
Con una natalidad para 2012 de 1363  de los cuales corresponden 667 a hombres y 696 a mujeres. El número de defunciones en 2012, fue de 297, de las cuales 160 correspondieron a hombres y 137 a mujeres, entre ellos las defunciones menores de un año corresponde a 19.

## Religión
En 1990, el catolicismo predominó con 31.950 feligreses, le siguen los evangélicos con 418 y 181 que profesan otras religiones.

## Infraestructura social y de comunicaciones

### Educación
El municipio cuenta con un total de escuelas (para 2011) en educación básica y media superior de 93; en preescolar 36, en primaria 32, en secundaria 16, en bachillerato 8, en profesional técnico 1, en formación para el trabajo 1, con un total de personal docente de 844 que laboran en las diferentes escuelas.
En el Municipio se encuentra la Universidad Estatal del Valle de Toluca, creada el 29 de enero de 2009, donde se imparten las carreras de acupuntura, gerontología y quiropráctica, y que además cuenta con atención al público con enfermedades relacionadas con estas.

### Salud
Para el año de 2010 la población derechohabiente a servicios de salud fue de 36,810 entre IMSS e ISSSTE, lo que deja una población sin derechohabiencia  a servicios de salud de 24,612.
En el año 2011 se contabilizo una población derechohabiente a instituciones públicas de seguridad social de 29,246 con una población usuaria de 28,791.
Cuenta con 9 unidades médicas, 19 en personal médico en la Secretaría de Salud del Estado que se encuentran en 6 de estas unidades, cuenta con personal médico de otras especialidades aún no cuantificadas que laboran de manera particular.

### Abasto
El mercado municipal se encuentra en la cabecera, el Tianguis en ese lugar se realiza los miércoles, sábados y domingos.
Donde uno puede encontrar desde ropa, comida típica de la región y antojitos mexicanos, todo lo relacionado con el recaudo, animales hasta libros. El mejor día para ir de tianguis es el miércoles ya que la variedad de los productos llenan las necesidades de cualquiera este cuenta con aun horario aproximado de 7 de la mañana hasta las 10 de la noche. Sin embargo también se coloca el Tianguis el día de muertos, cuando los peregrinos llegan a visitar el pueblo y también los comerciantes le dan la bienvenida a los reyes magos.

### Deporte
El deporte que más se practica es el fútbol, le siguen las carreras atléticas de ciclistas y competencias juveniles y escolares. Todas las comunidades cuentan con campos deportivos y una unidad deportiva en la cabecera municipal.Y últimamente el Skateboarding con la banda de Patinaje Ocoyoacac con el Admi Hommie Rod.

### Vivienda
En 1995, el total de viviendas edificadas en Ocoyoacac era de 8,503, todas particulares; de las cuales 8,030 cuentan con agua entubada (94.6%); 7,800 con drenaje (91.9%) y 8,402 con energía eléctrica (99%). La mayoría son construcciones fijas, entre los materiales de su construcción predominan el tabique, piedra, cemento, madera, teja y lámina. El índice de hacinación se ubicó en 5.1% habitantes por cada vivienda.
Cabe señalar, que en el año 2000, de acuerdo a los datos preliminares del Censo General de Población y Vivienda, efectuado por el INEGI, hasta entonces, existían en el municipio 10,084 viviendas en las cuales en promedio habitan 4.92 personas en cada una.

### Servicios públicos
En la cabecera municipal se encuentra el rastro. La limpieza de las vías públicas es realizada por los habitantes y la recolección de basura por el ayuntamiento. La seguridad pública cubre aproximadamente el 50% del territorio municipal. La longitud de carreteras en km es de 95.7. Federal 26 km, pavimentada primaria 26. Estatal 69.7: pavimentada 64 km y revestida 5.7 km.

### Medios de comunicación
Hay una agencia de servicio postal, una de telégrafos y seis puestos de periódicos y revistas. La recepción de los canales de televisión de la Ciudad de México, se captan en todo el territorio, no así la de Televisión Mexiquense. Se captan todas las transmisiones de radio de ambas ciudades. Cuenta con un canal de cable local.

### Vías de comunicación
Cruzan el territorio municipal las siguientes carreteras: la federal y autopista México-Toluca; Huixquilucan-La Marquesa; La Marquesa-Chalma; La Marquesa Ixtapan de la Sal; Toluca-Cuernavaca; Atizapán-Amomolulco; La Marquesa-Valle del Silencio-Acazulco; Ocoyoacac-Acazulco; Lerma-Cholula-Ocoyoacac y Amomolulco-Capulhuac. Hay servicio telefónico automatizado en la cabecera municipal, Cholula, Acazulco, Atlapulco, Colonia Juárez, Jajalpa y La Marquesa.

## Economía

### Principales sectores, productos y servicios

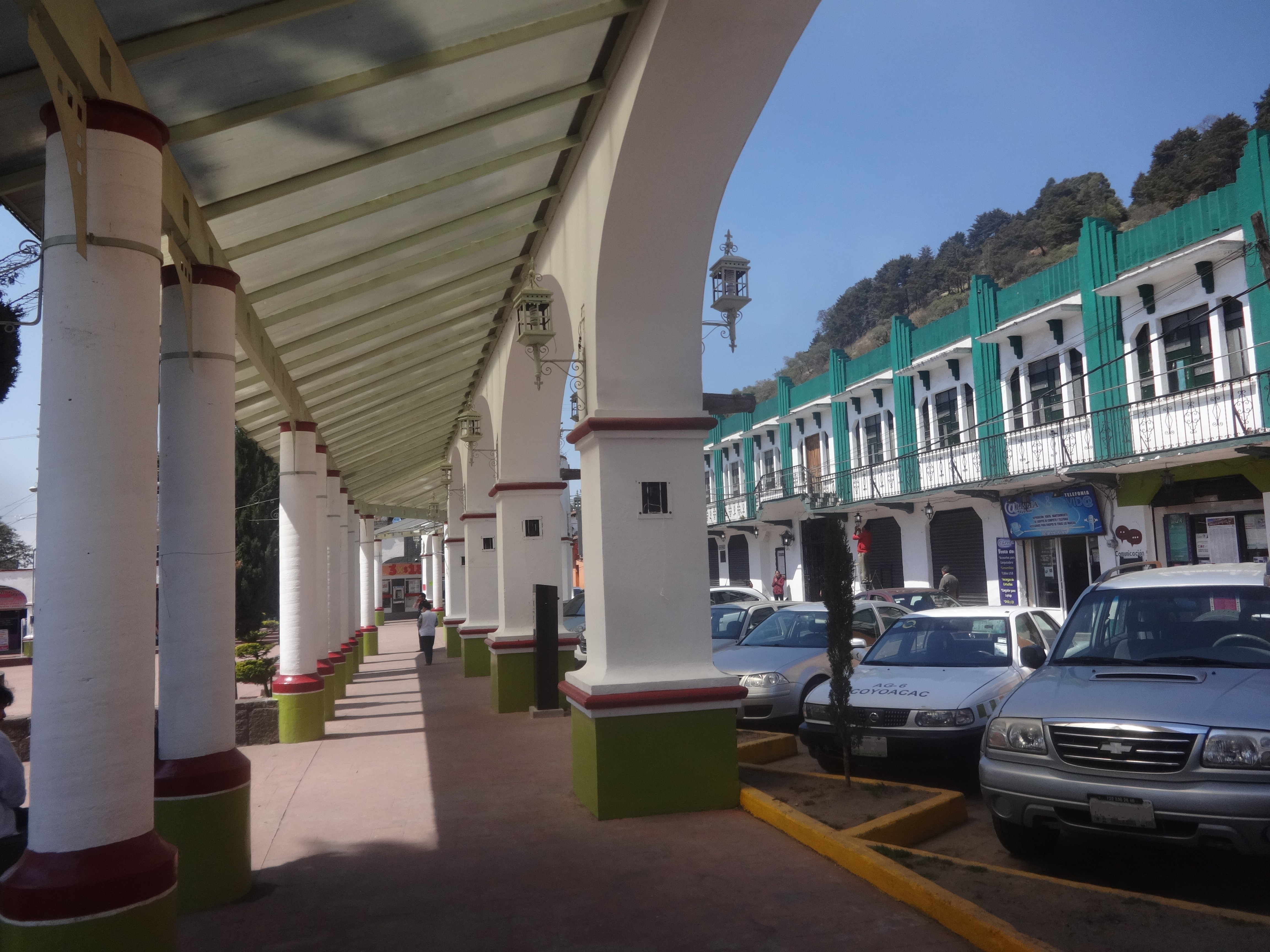
Vista parcial de la Plaza de los Insurgentes y edificio comercial

Entre las actividades económicas que se desarrollan en el municipio conforme a los distintos sectores productivos predominan: el sector industrial, le siguen el sector comercial, el agrícola y el de profesionales técnicos.
Cabe mencionar que durante los últimos periodos de gobierno municipal se ha incrementado considerablemente el sector industrial. muestra de ello es el contrato celebrado con el ex- gobernador del Estado de México Enrique Peña Nieto para la elaboración de los inyecciones para prevención de la influenza H1N1 y los autos orgullosamente mexicanos "Mastretta".
En 1993, los establecimientos eran 100 industrias, 512 comercios y 244 de servicios, un hotel y dos casas familiares, dos tiendas Conasupo, dos lecherías Liconsa.
En 1991, la superficie de suelo agropecuario de 2,304.176 ha, entre ellas 7 ejidos y comunidades, que produjeron 1’887,270 toneladas de avena forrajera, 35,832 de cebada, 1,242 de frijol, 913,394 de maíz 0.500 de trigo y 1,395 de durazno; las existencias ganaderas por cabeza, fueron: 1,629 ovinos, 2,536 porcinos, 1,969 ovinos, 153 caprinos, 743 equinos, 10,598 aves de corral, 697 conejos y 119 colmenas; 7 cuerpos de agua y 17 unidades con incubadora y engorda, ubicados en 87.46 ha, logrando la producción de trucha arco iris más alta del país. En 1992, el producto interno bruto fue de 2’190,284 pesos. En 1994, el volumen de producción forestal fue de 139 metros cúbicos en rollo. En 1995, se plantaron 11,000 árboles y no se registraron incendios.
En La Marquesa, se encuentra el Centro de Energía Nuclear dependiente del ININ, institución vanguardista en el manejo de la energía atómica con fines pacíficos; en el kilómetro 38.5 de la carretera México Toluca, se encuentra otro importante centro de desarrollo científico y tecnológico: el “Centro de Formación”, el más importante de América Latina.

### Población económicamente activa por sector
La Población Económicamente Activa, se ubicó de la siguiente manera:
•	La población económicamente activa en la localidad de Ocoyoacac es de 7.739 (34.95% de la población total) personas, las que están ocupadas se reparten por sectores de la siguiente forma:
•	Sector Primario: 249 (3.39%) (Municipio:6.56%, Estado:5.43%) Agricultura, Explotación forestal, Ganadería, Minería, Pesca ...
•	Sector Secundario: 3.341 (45.44%) (Municipio:43.35%, Estado:32.50%) Construcción, Electricidad, gas y agua, Industria Manufacturera ...
•	Sector Terciario: 3.762 (51.17%) (Municipio:50.09%, Estado:62.07%)Comercio, Servicios, Transportes.
Nivel de ingresos de la localidad de Ocoyoacac (número de personas y % sobre el total de trabajadores en cada tramo):
•	0 Salarios mínimos (sin ingresos): 262 (3.67%)
•	- de 1 Salario mínimo: 492 (6.90%)
•	1-2 Salarios mínimos: 2.580 (36.17%)
•	2-5 Salarios mínimos: 3.008 (42.17%)
•	5-10 Salarios mínimos: 594 (8.33%)
•	10+ Salarios mínimos: 197 (2.76%)

## Atractivos culturales y turísticos

### Monumentos históricos

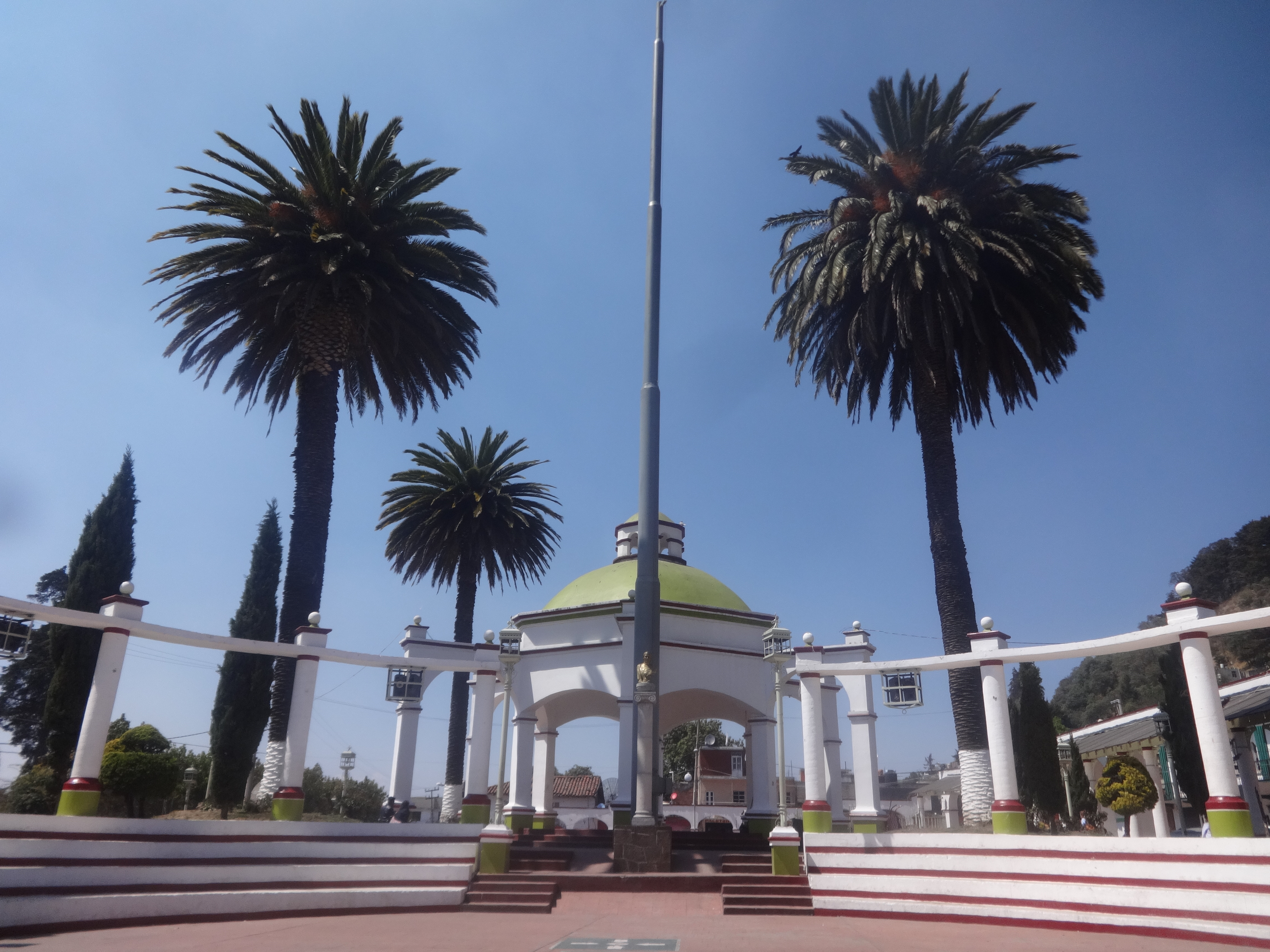
Plaza de los Insurgentes

Entre la arquitectura civil destacan: el puente de cantería de Río Hondito (1793), el acueducto de Río Hondito (1883), el acueducto de la hacienda de Jajalpa (1566), la casa de Martín Chimaltécatl (1521), la Fuente China y el acueducto de El Zarco (1943), el arco de entrada al Estado de México (1942), el panteón del barrio de San Miguel (siglos XIX o XX (1911 TERMINADO)), la exhacienda Villa Verde y el rancho La Perea (siglo XIX), la casa del padre Piedra (siglos XIX o XX), el puente de fierro la Aguilita (1889), el panteón municipal (1898), las estaciones del ferrocarril Jajalpa y Maclovio Herrera (1882), el puente acueducto del monte de Las Cruces (1795), el puente colonial de La Marquesa (1795) y las haciendas de Jajalpa y Texcalpa (1566). Y TAMBIEN LA  DE TEXCALTENCO.

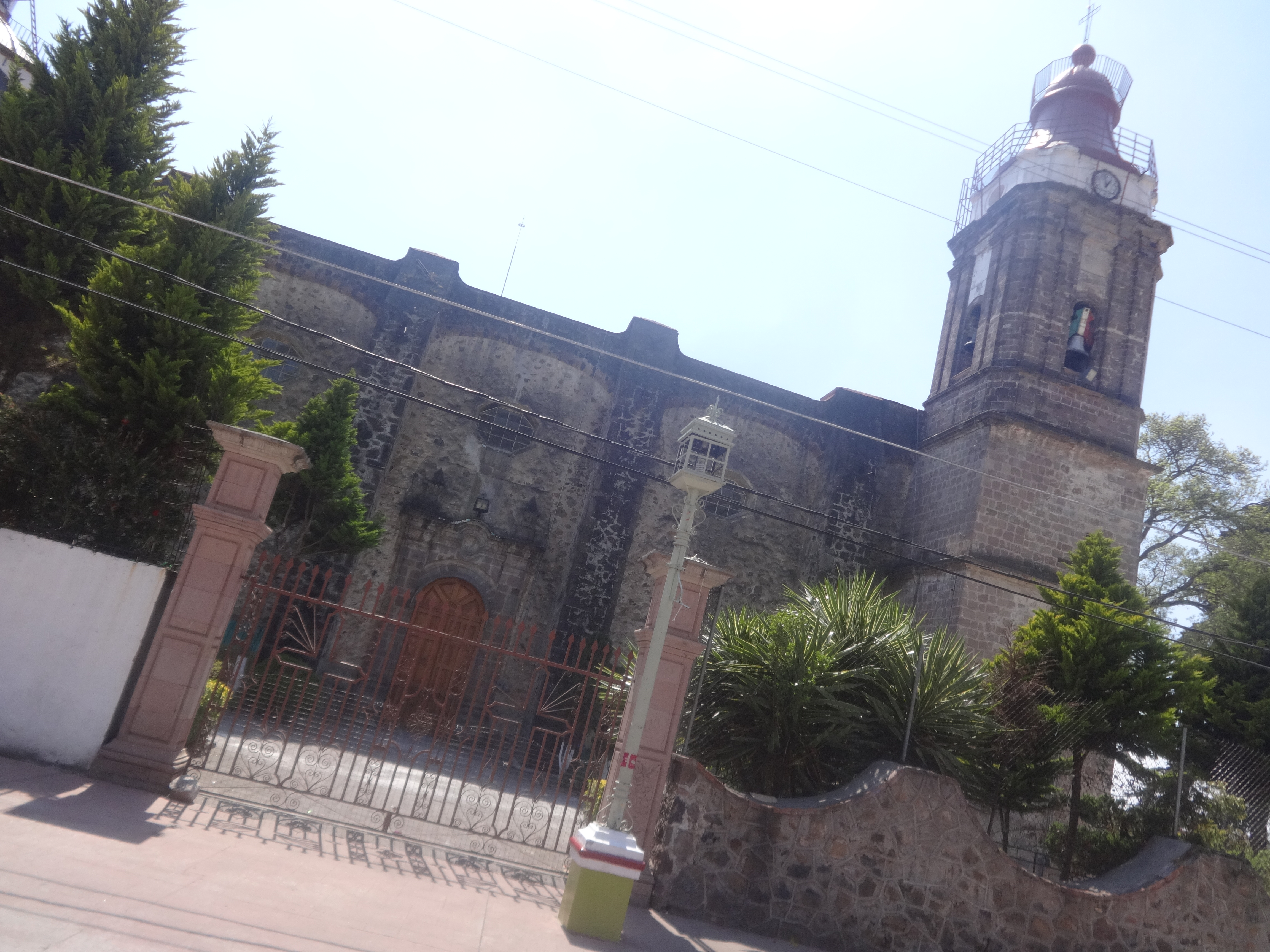
Vista lateral de la Iglesia de San Martín Obispo (templo parroquial)

Entre la arquitectura religiosa: el templo parroquial (1521 - 1560, 1750 - 1810 Y ACTUAL)  EXISTIÓ DESDE 1521 EL INICIO DE LA CONSTRUCCIÓN DEL TEMPLO PARROQUIAL QUE SE QUEMÓ VARIAS VECES, ESTABA SITUADO DONDE HOY SE ENCUENTRA EL AUDITORIO JUAN PABLO SEGUNDO., la capilla de San Juan Bautista (siglo XVI), la capilla de Santiago Apóstol (siglo XVI), templo de San Miguel Arcángel y capilla del Calvario (1560), templo de San Pedro (siglo XVI), capilla de la virgen de Guadalupe (1566), templo de San Pedro y San Pablo (siglo XVII), templo de San Jerónimo (siglo XVIII), ermita de la virgen de Guadalupe (siglo XVIII), capilla de San Antonio (siglo XIX) el templo de la virgen de la Asunción y capilla de la virgen de Guadalupe (siglo XX).

### Construcción histórica
- Estación de ferrocarril Salazar (edificada sobre la línea troncal México-Laredo de Tamaulipas del Ferrocarril Nacional Mexicano)

Monumentos y estatuaria: el obelisco del monte de Las Cruces, el monumento a Santos Degollado y Leandro Valle, el monumento al Caminero, los monumentos ecuestres de La Marquesa y las Estelas de la Ruta de Hidalgo: Ocoyoacac, Salazar y la Marquesa. (HAY UNA EN SAN GERÓNIMO ACAZULCO PERO ES APOCRIFA.).
La marquesa se distingue por ser un lugar donde se concentran un gran número de turistas debido a que se puede encontrar gran variedad en gastronomía mexicana, así como deportes extremos, renta de caballos y motos, además de disfrutar de un ambiente adecuado para cualquier persona.

### Museos
El museo “José María Luis Mora”, se encuentra en la cabecera municipal, está adjunto al archivo y biblioteca municipal.

Museo José María Luis Mora
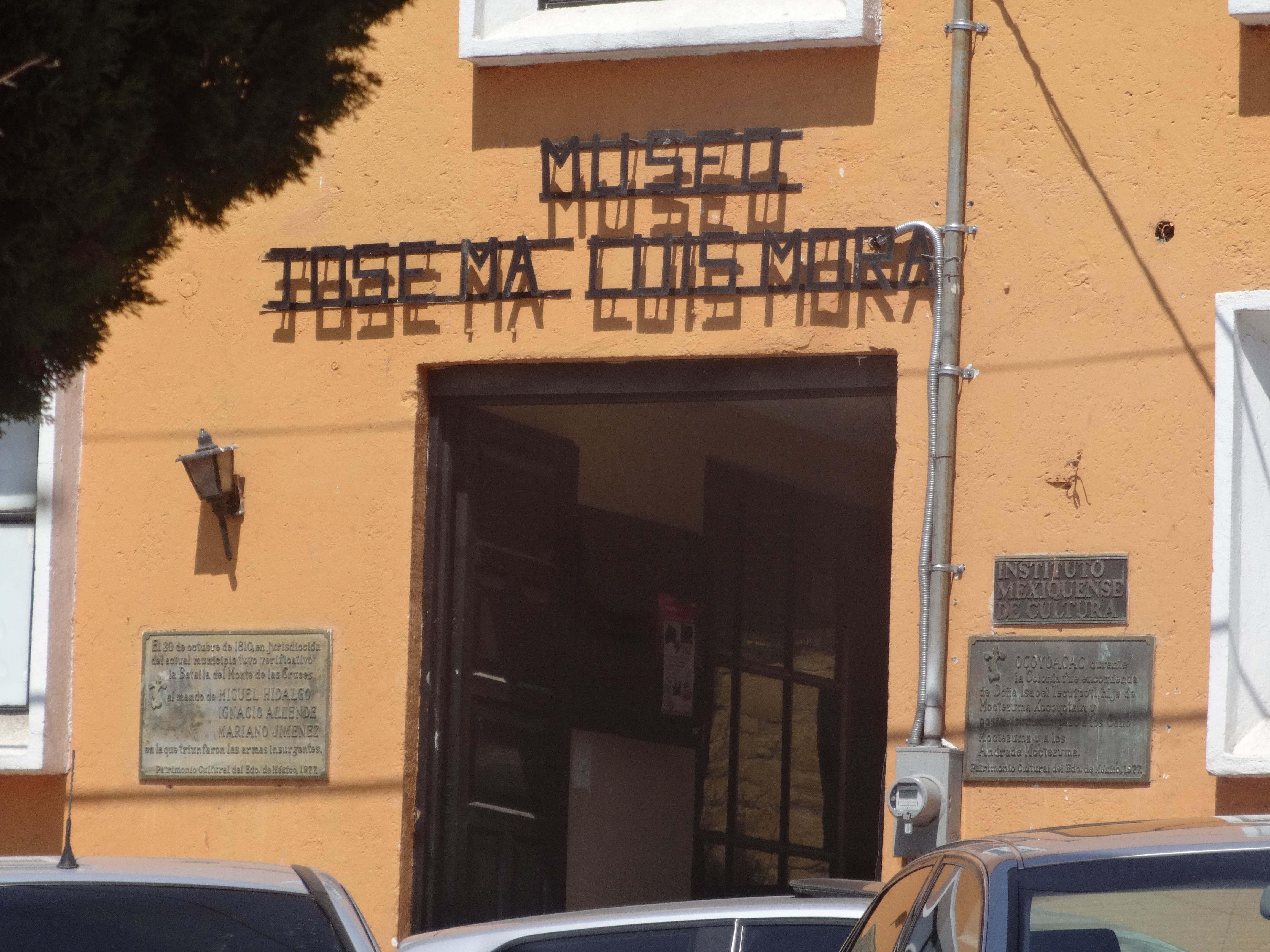
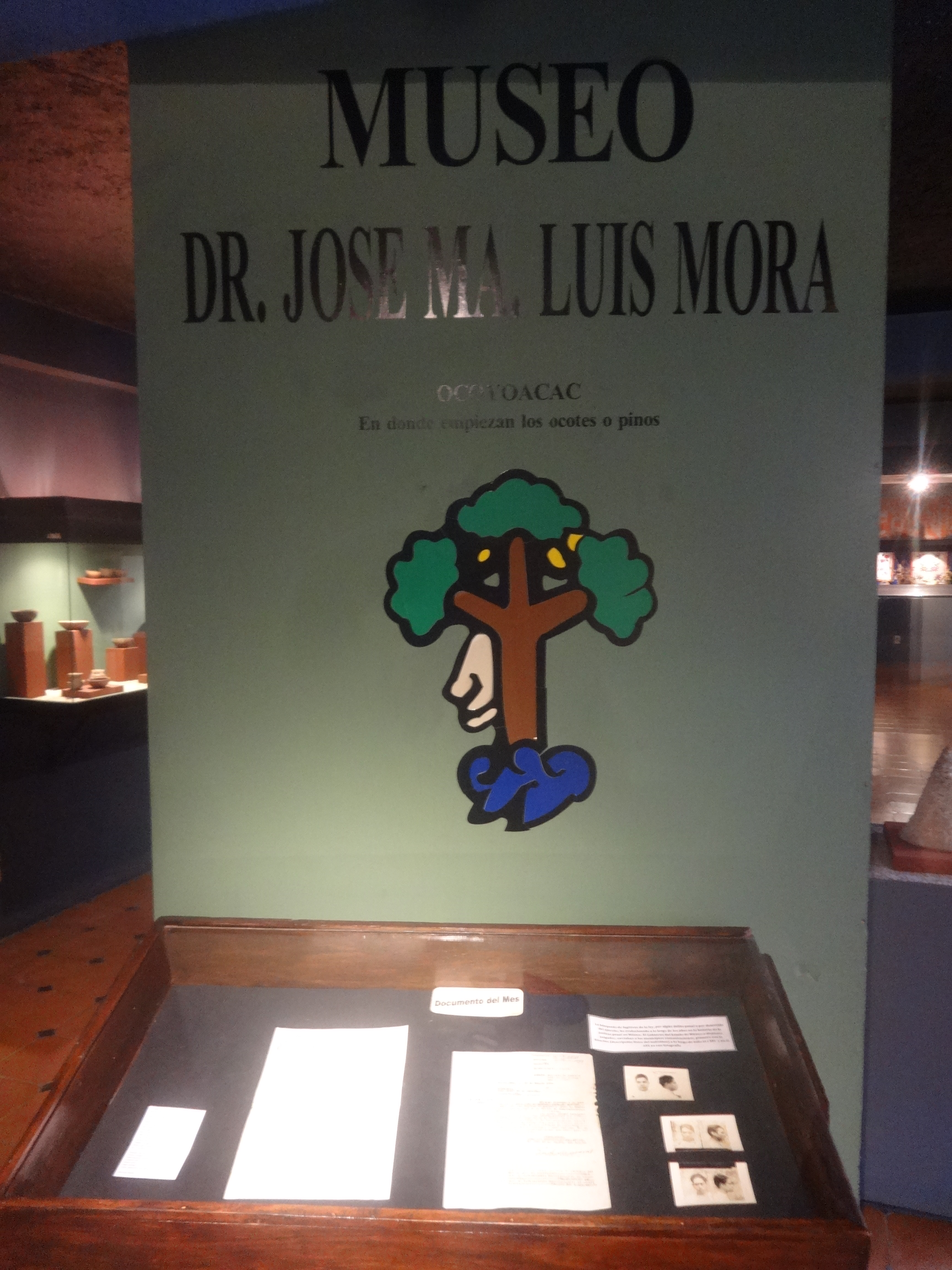
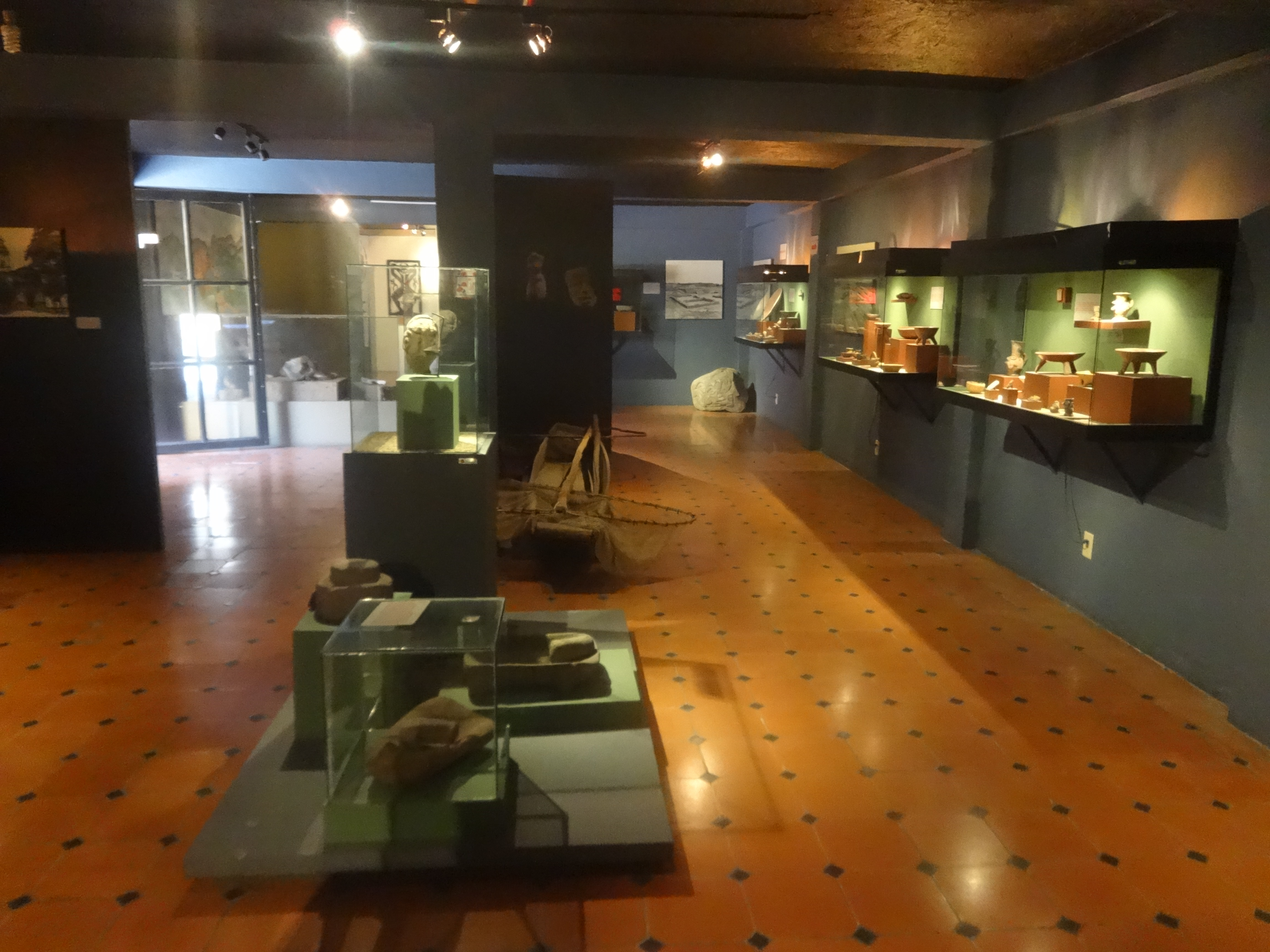
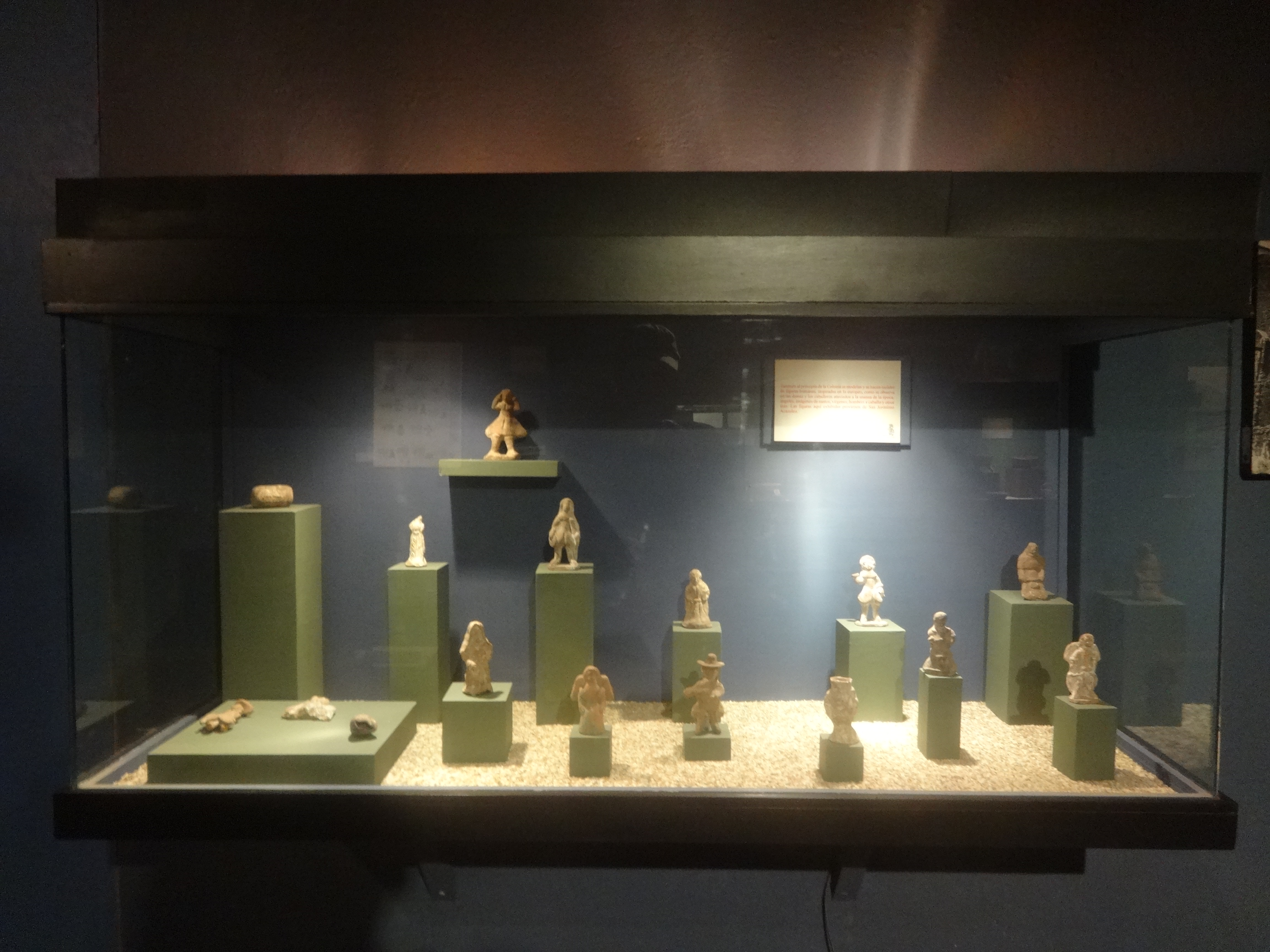
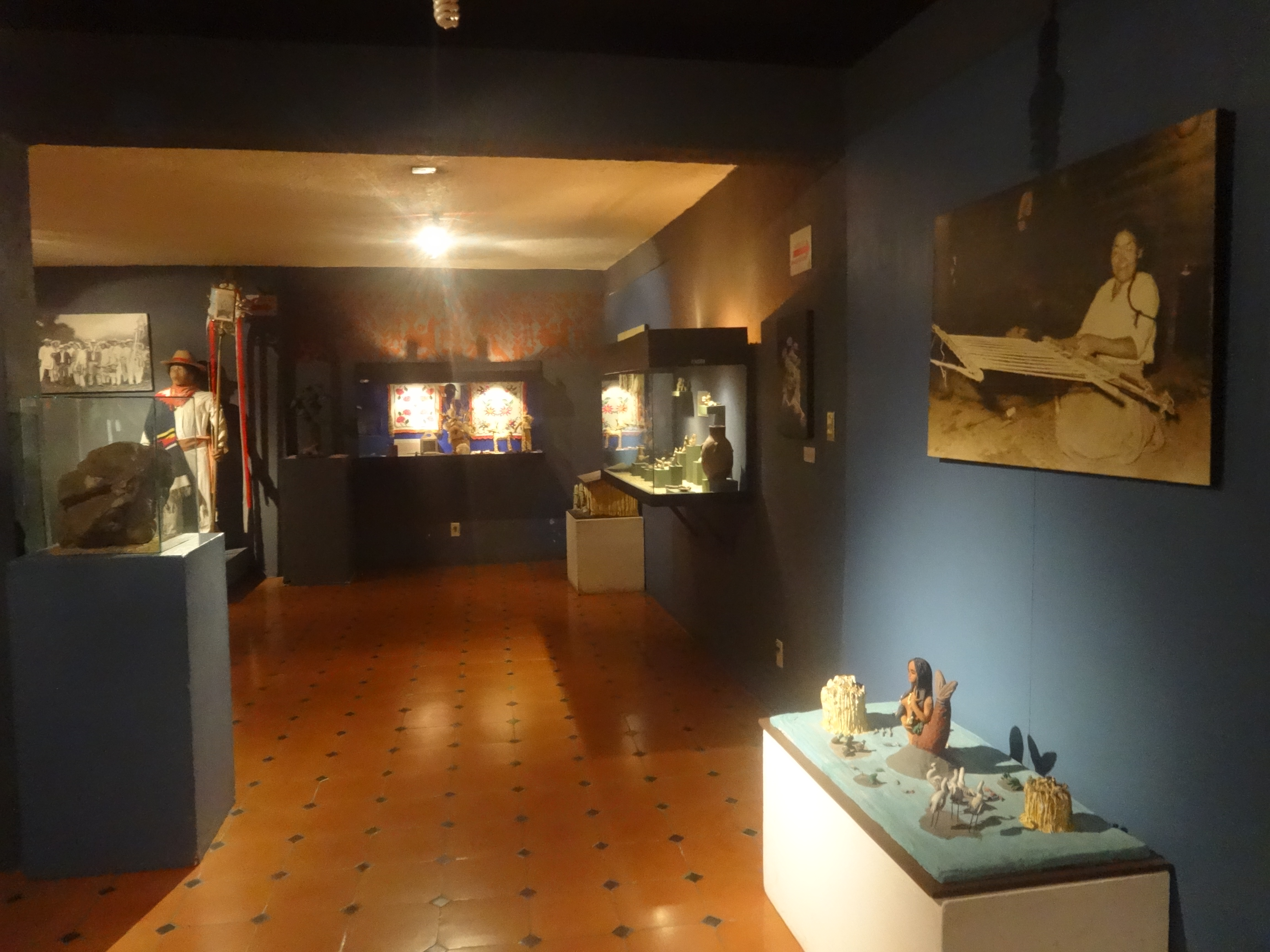
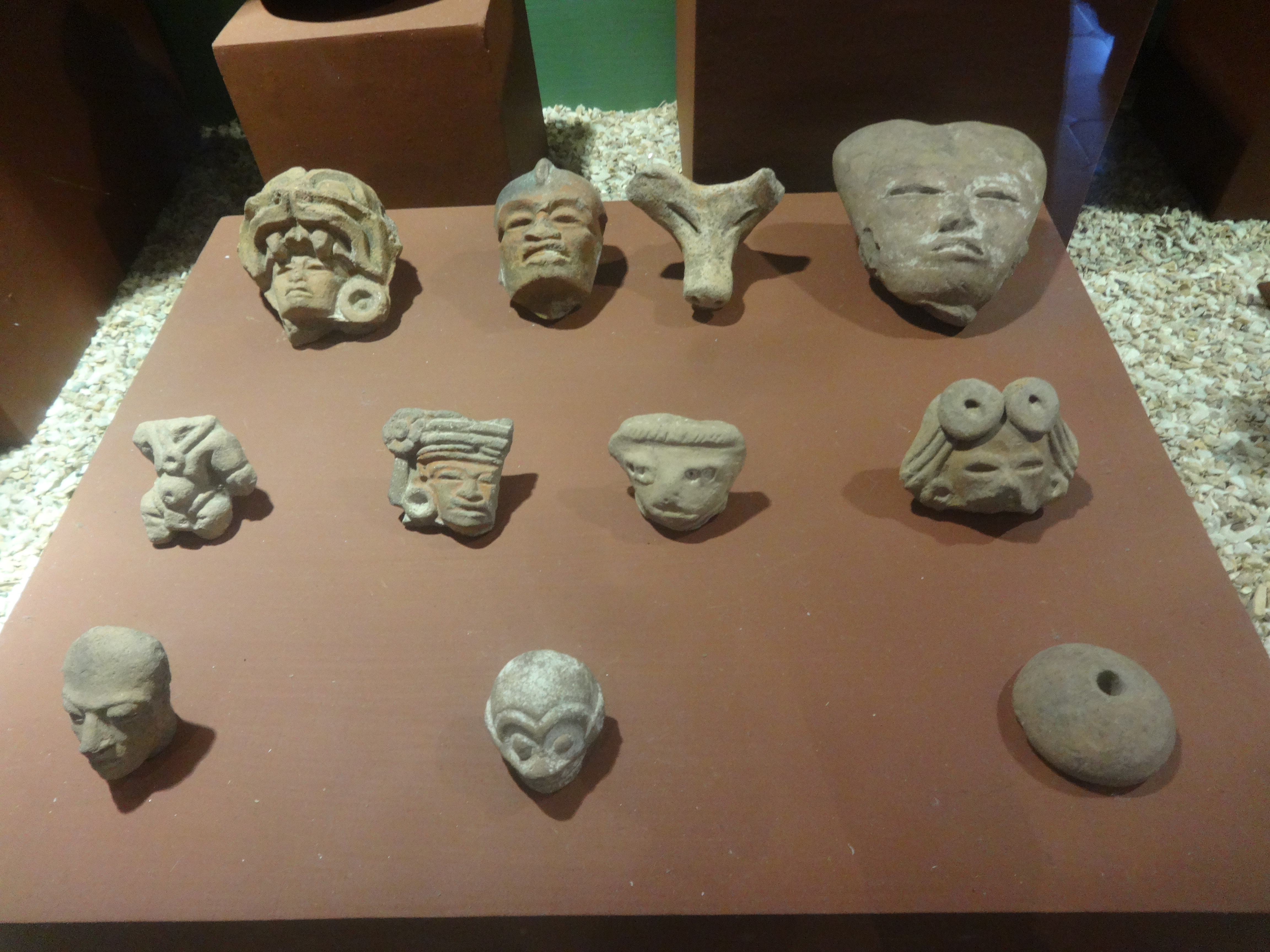
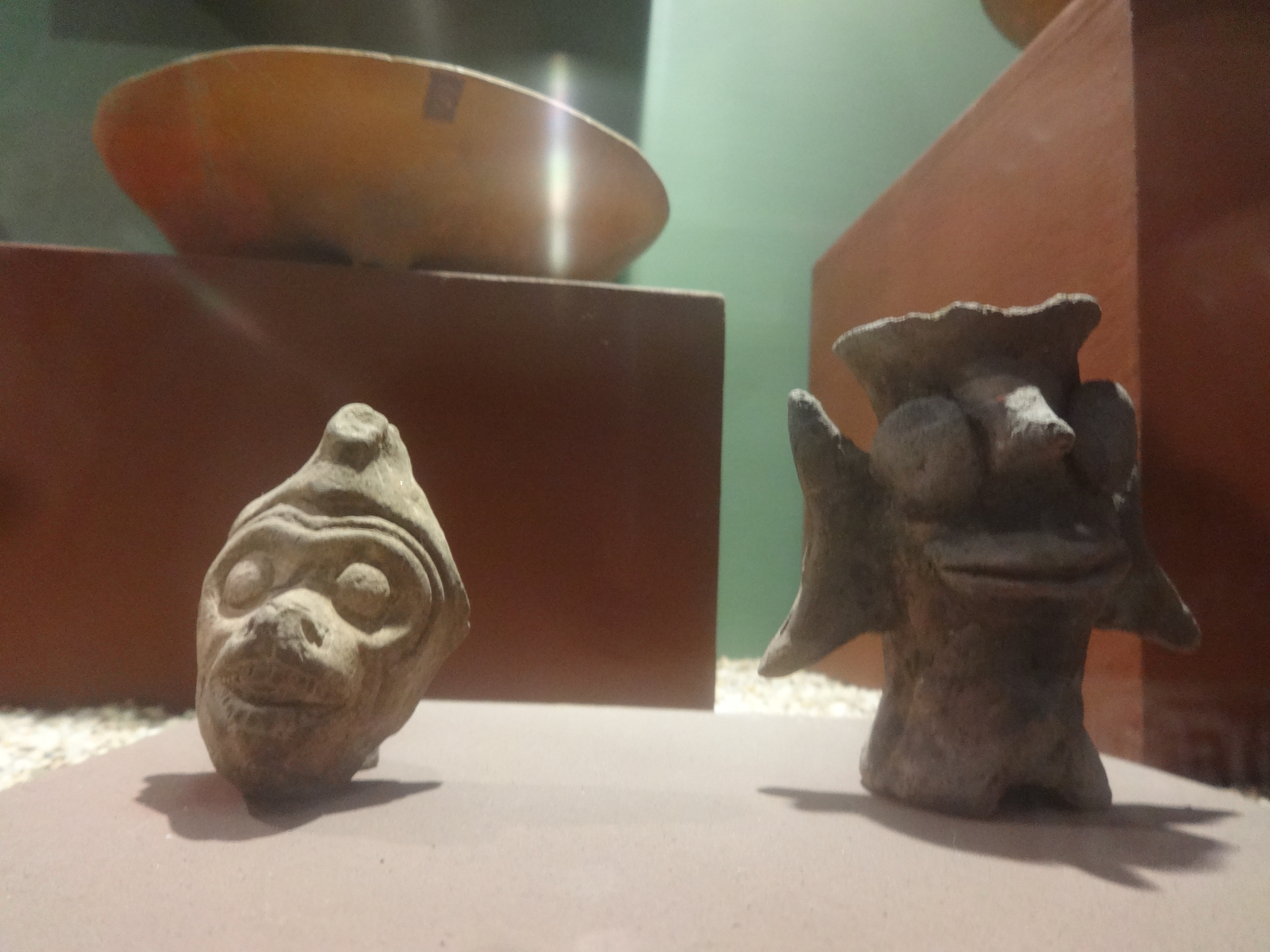
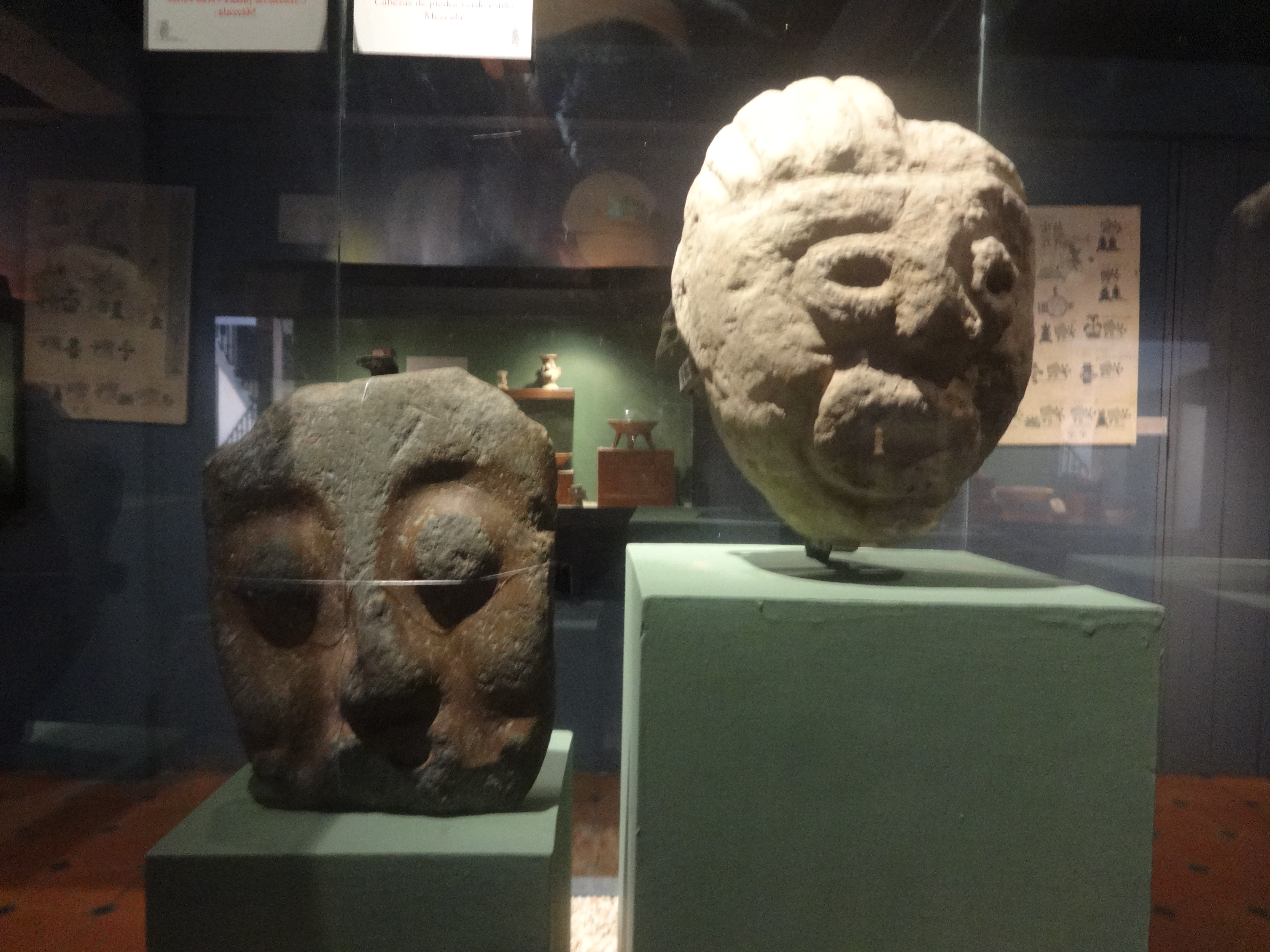
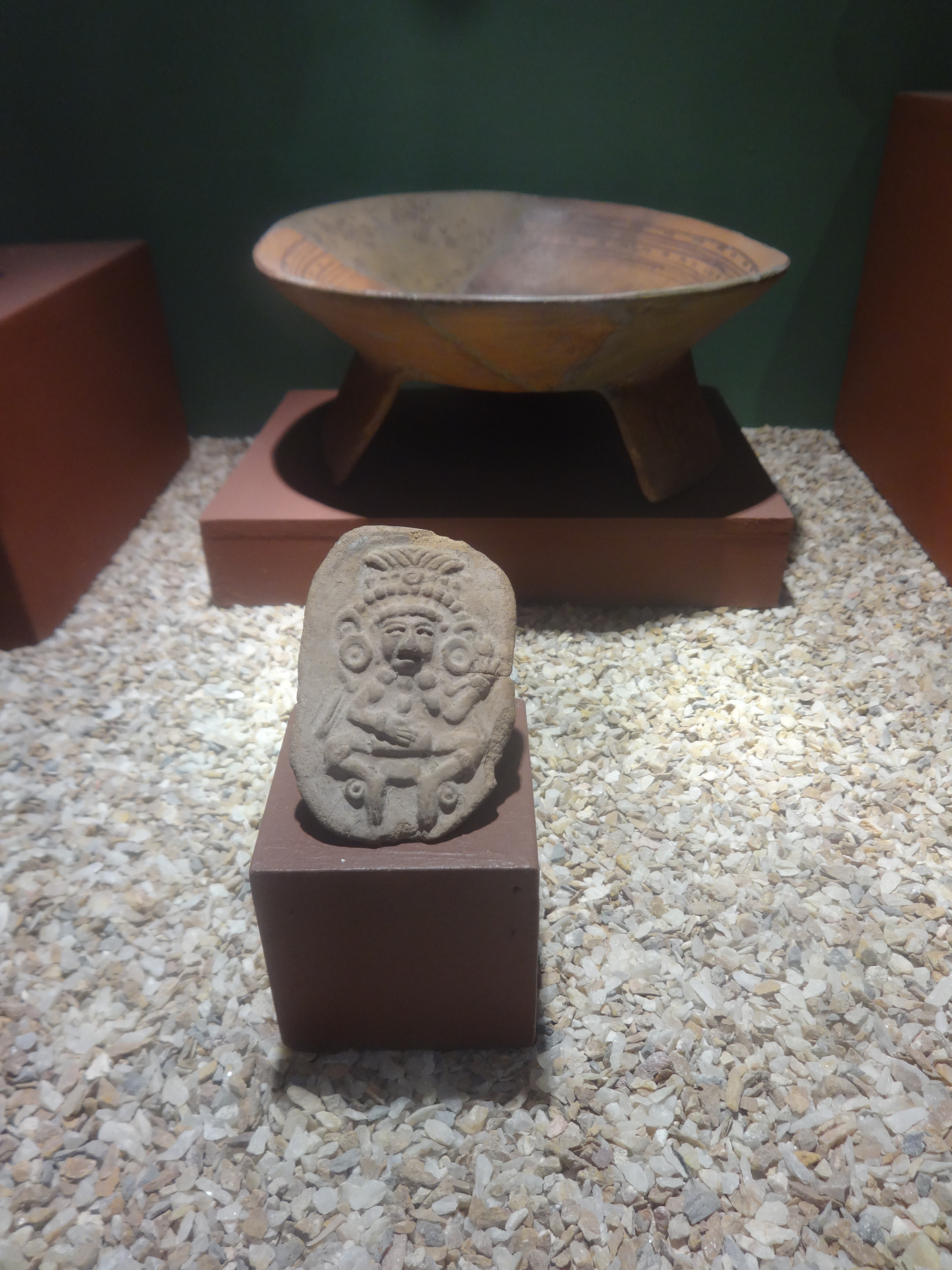
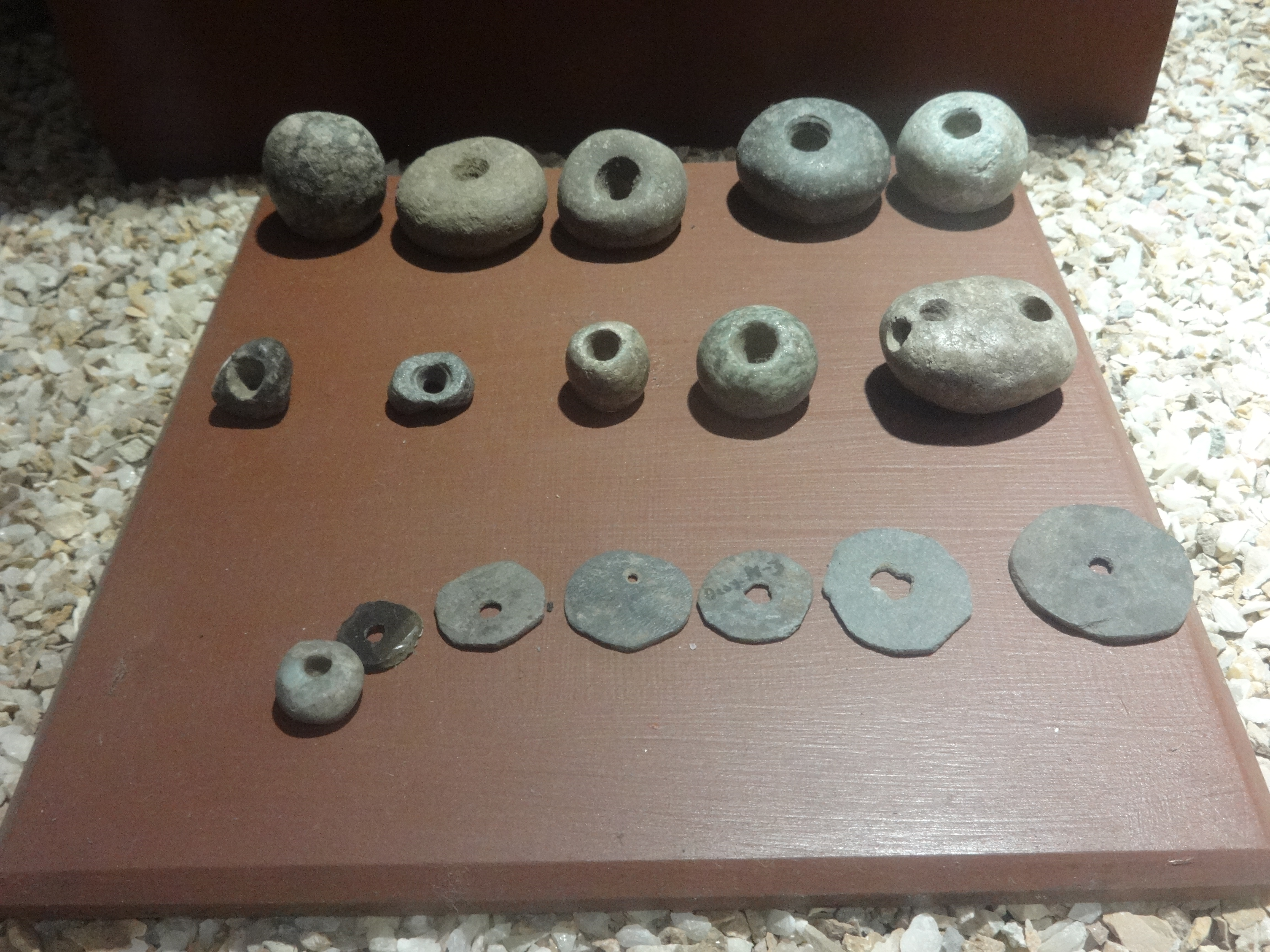
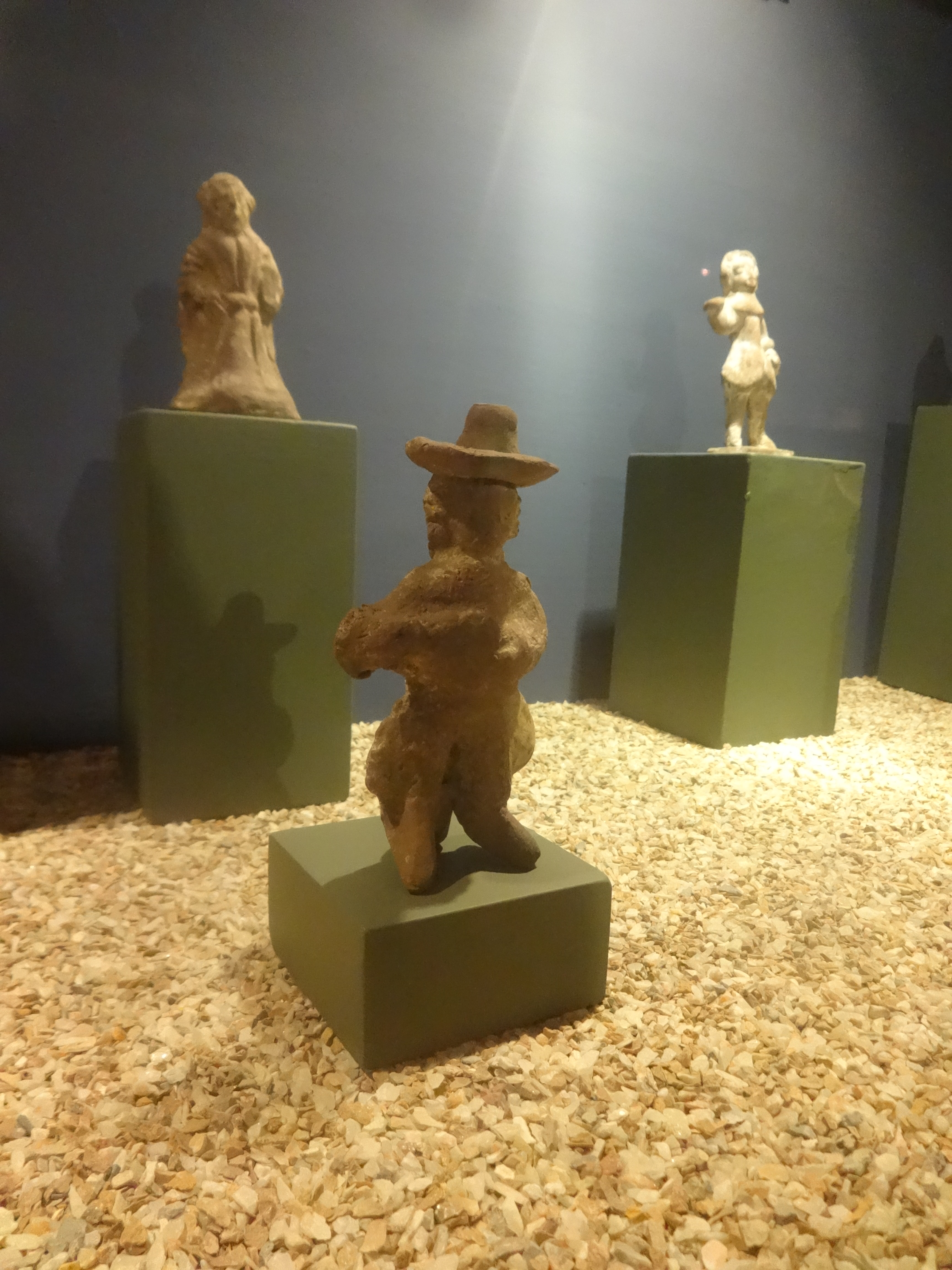
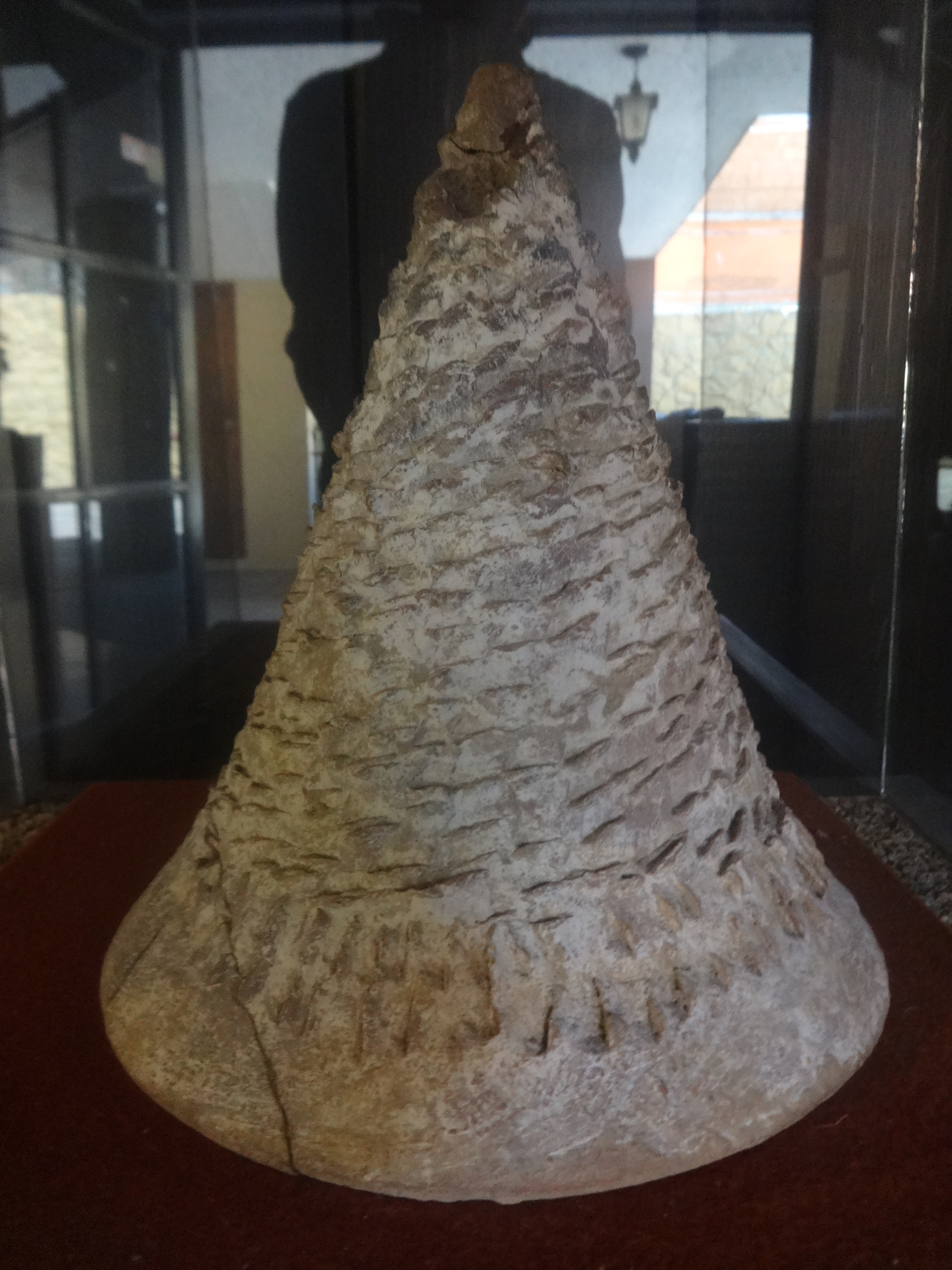
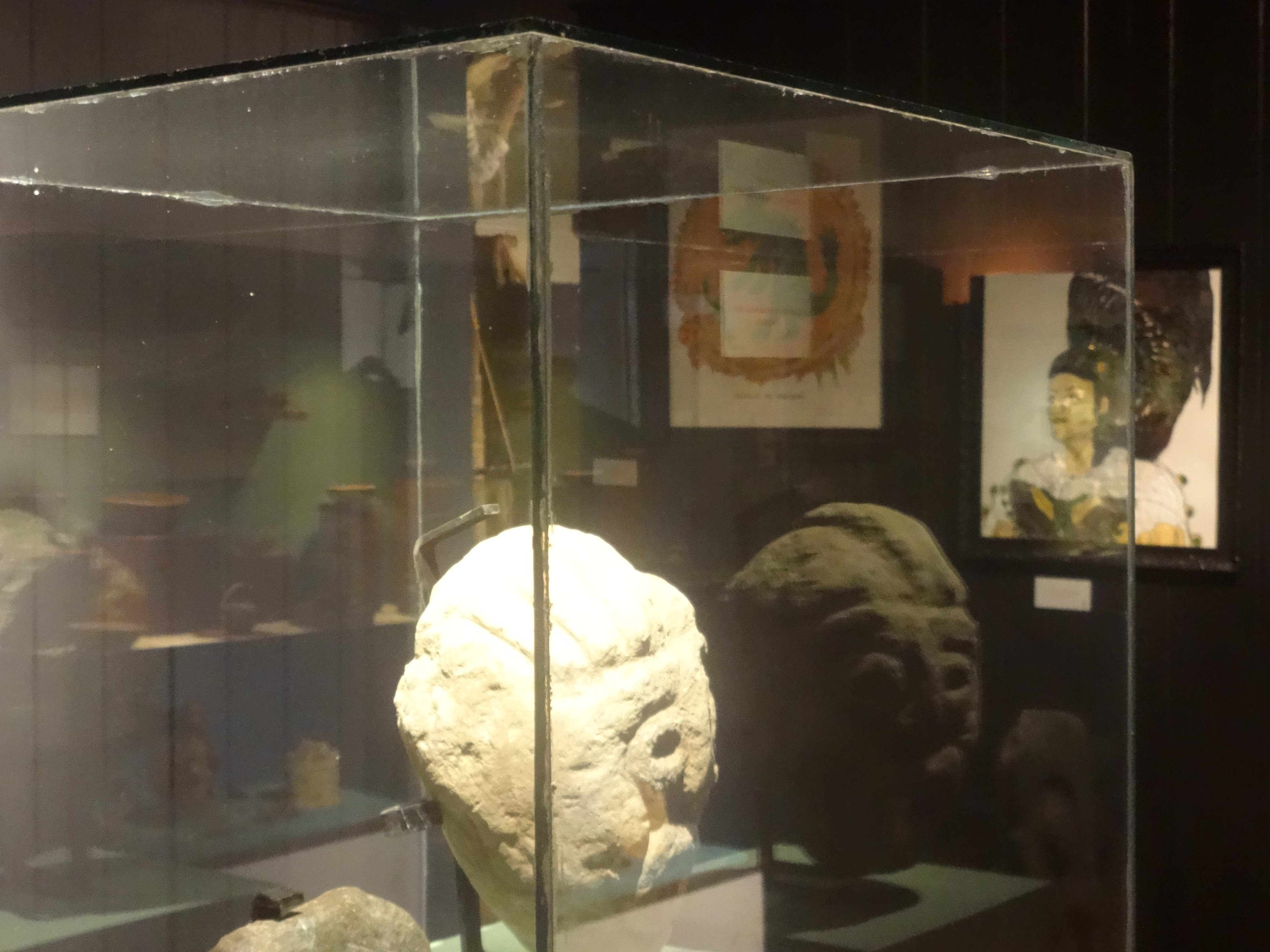
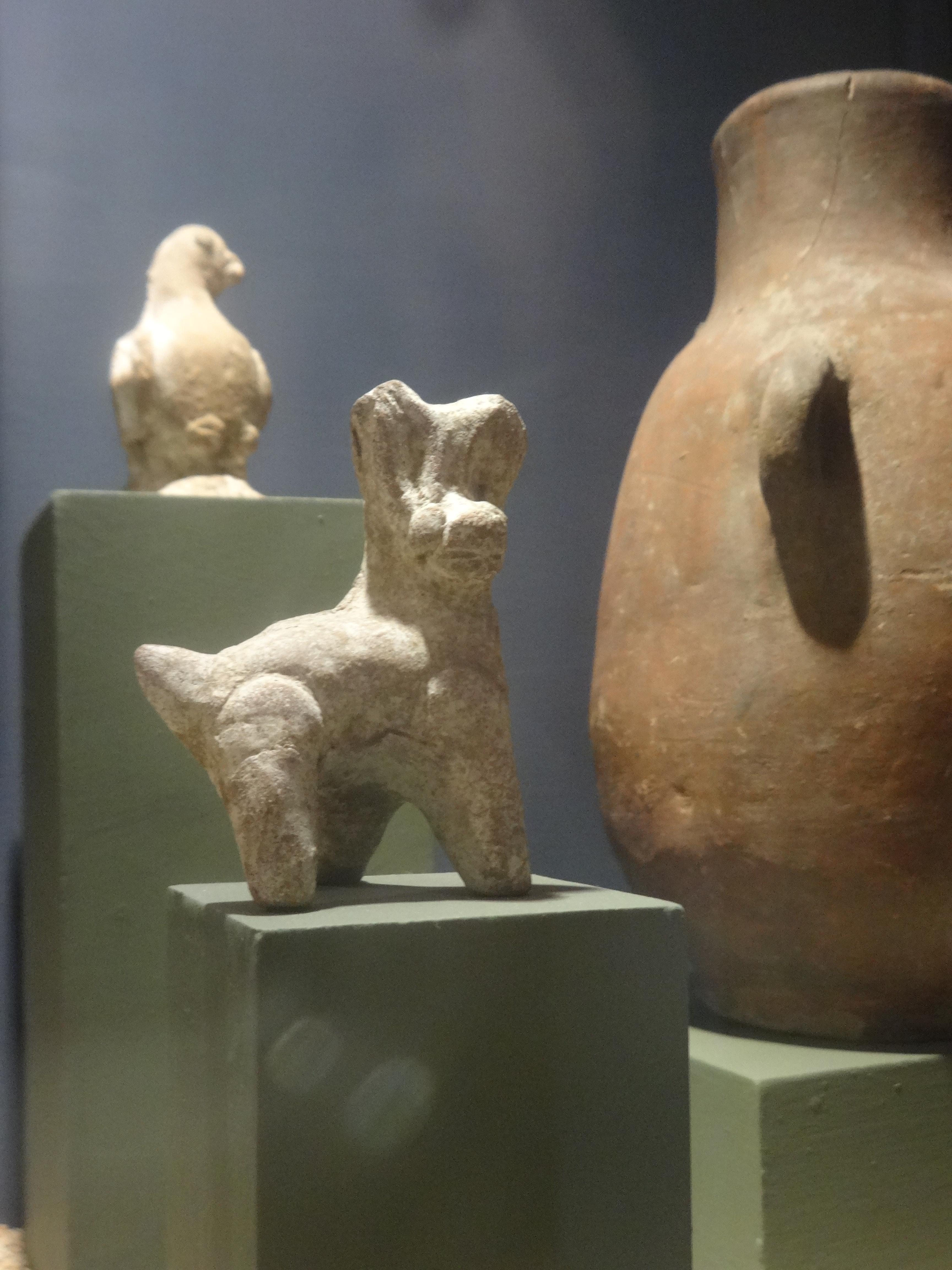
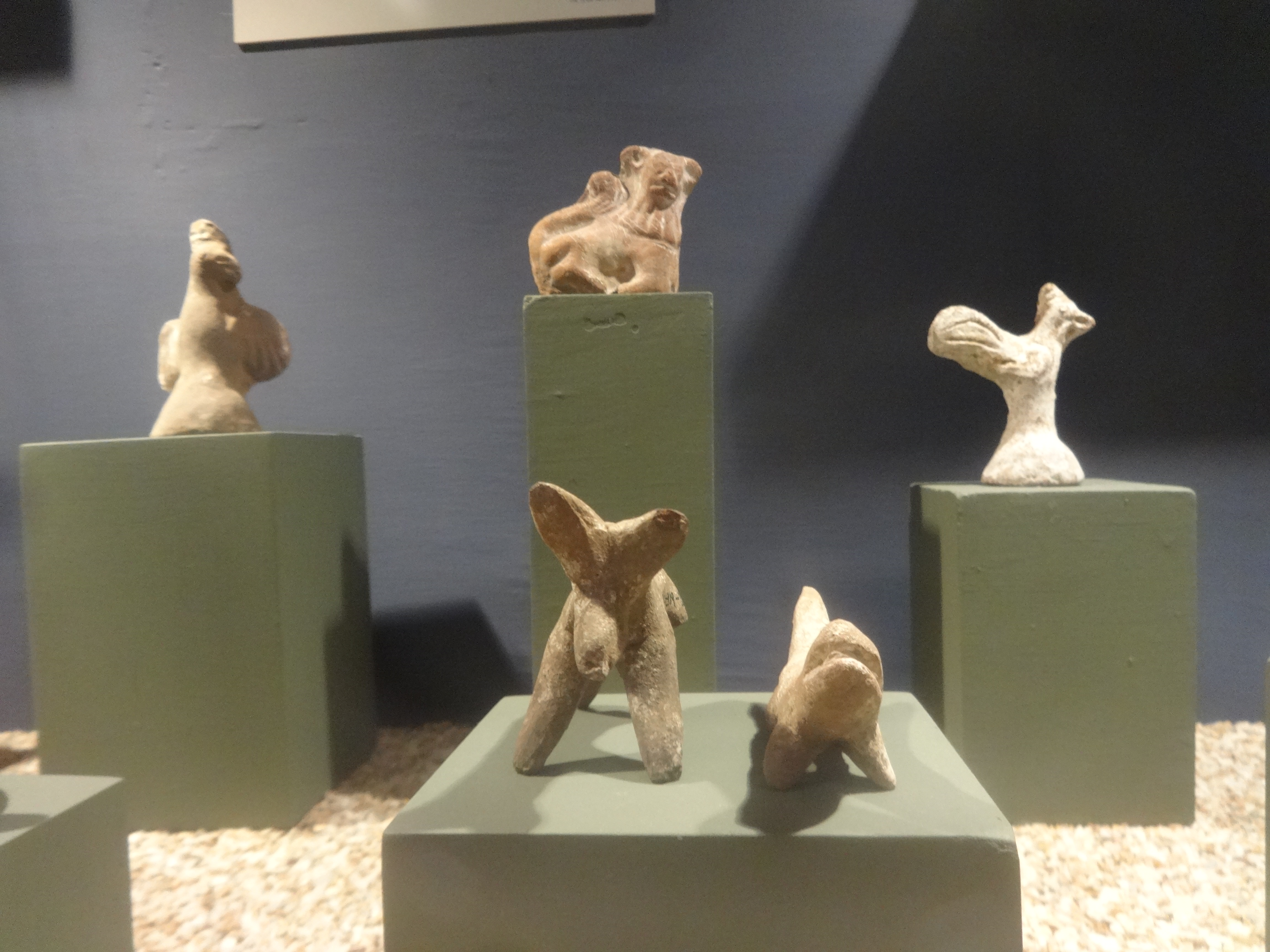
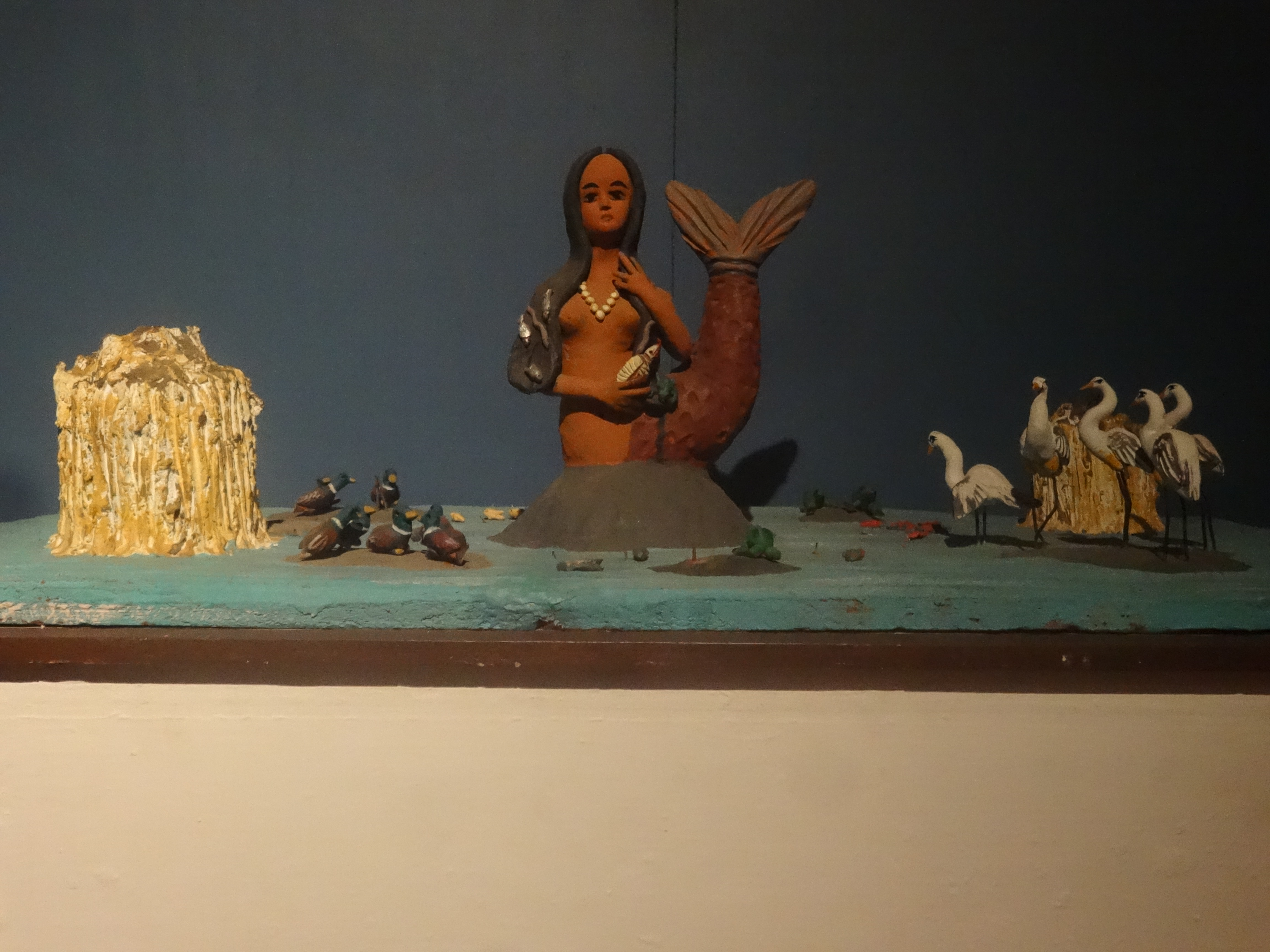
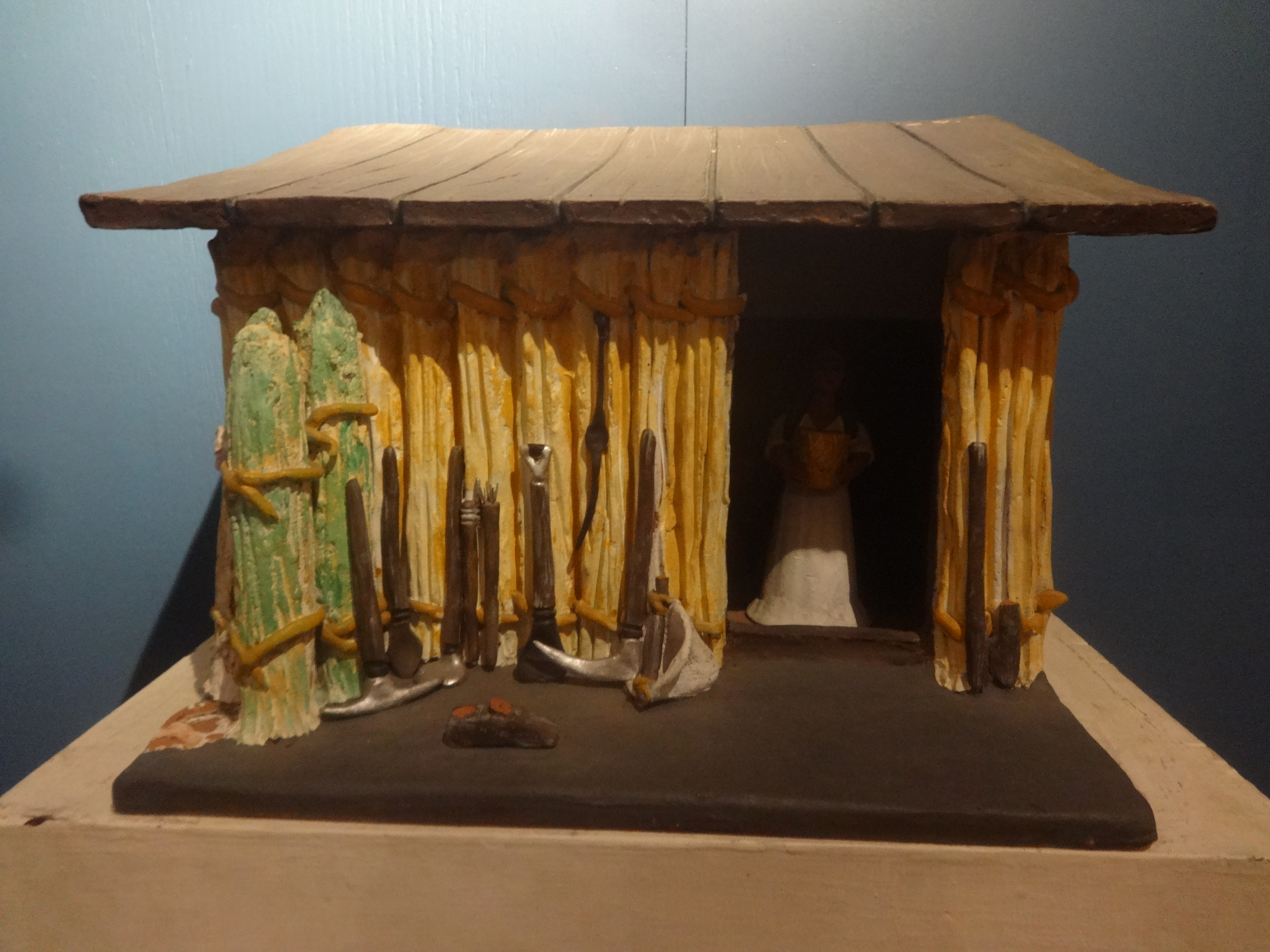
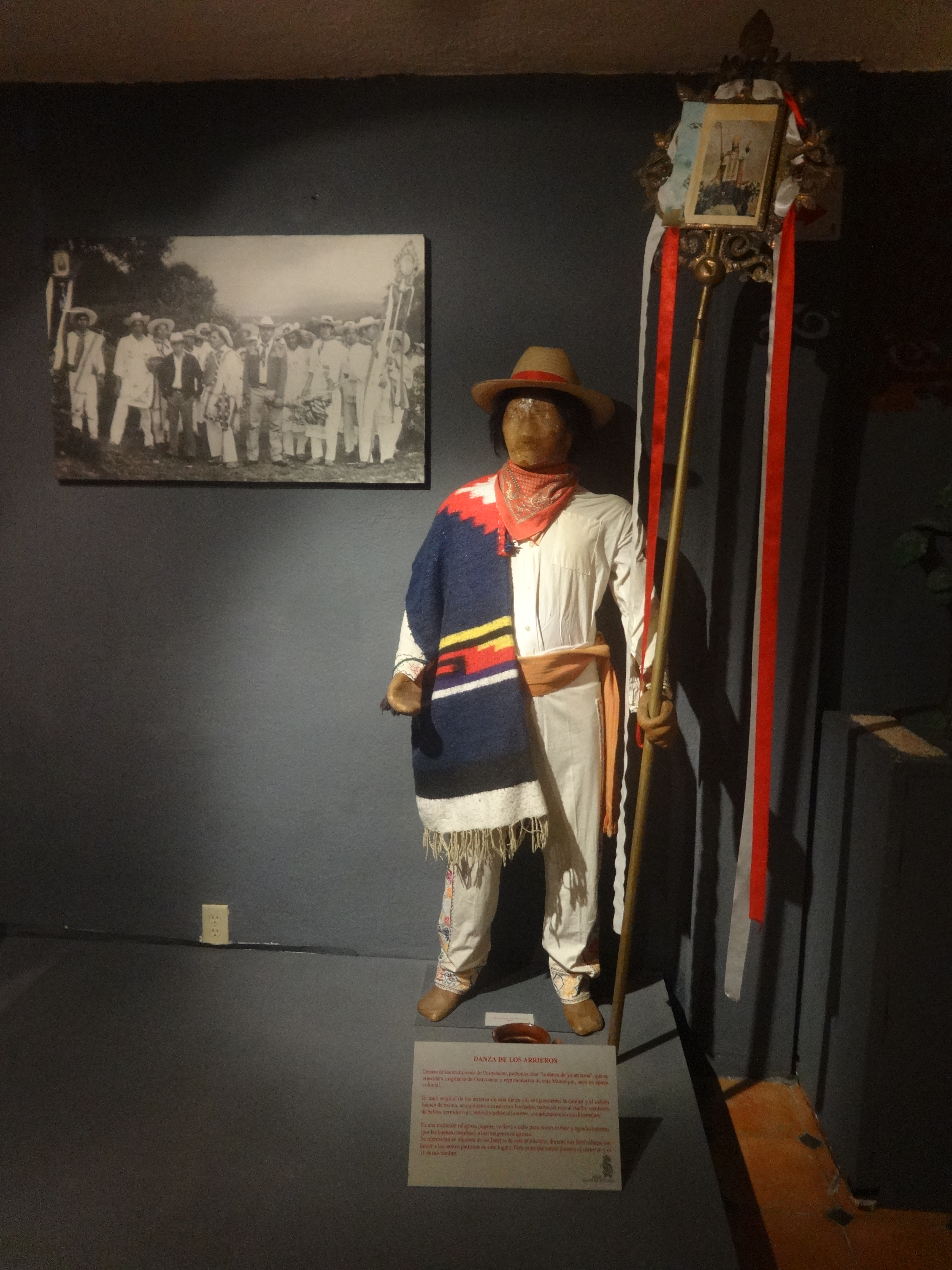
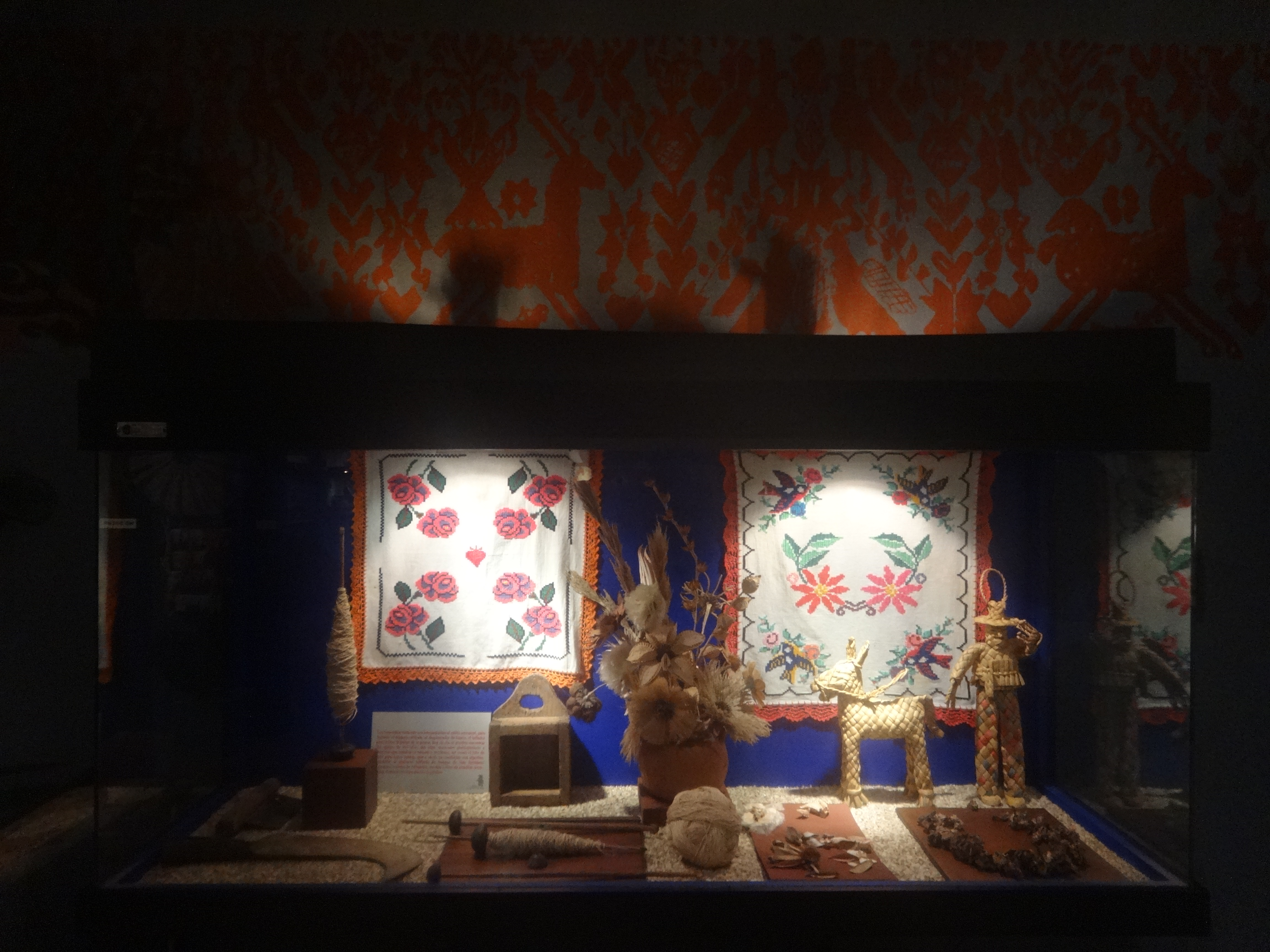
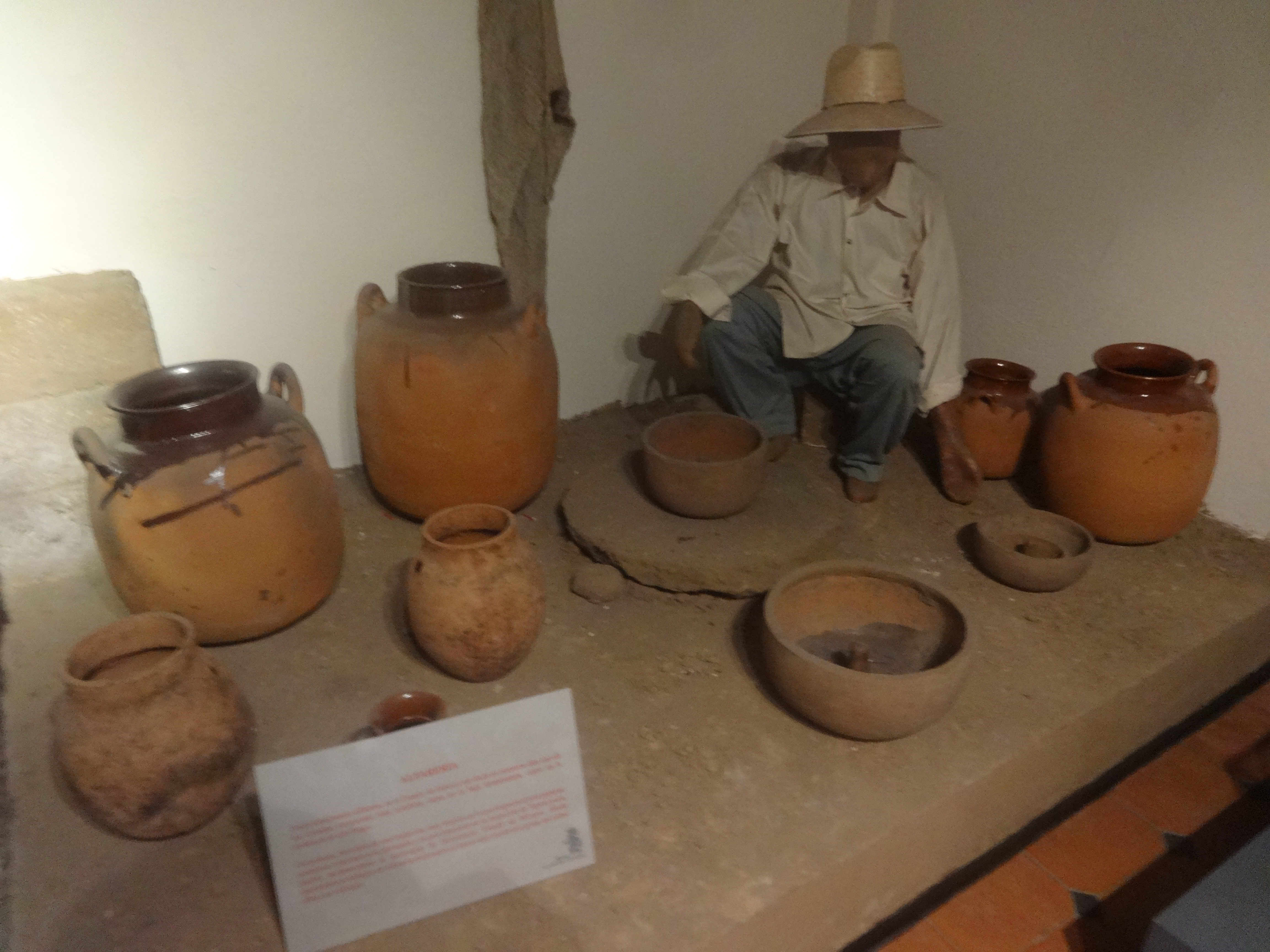
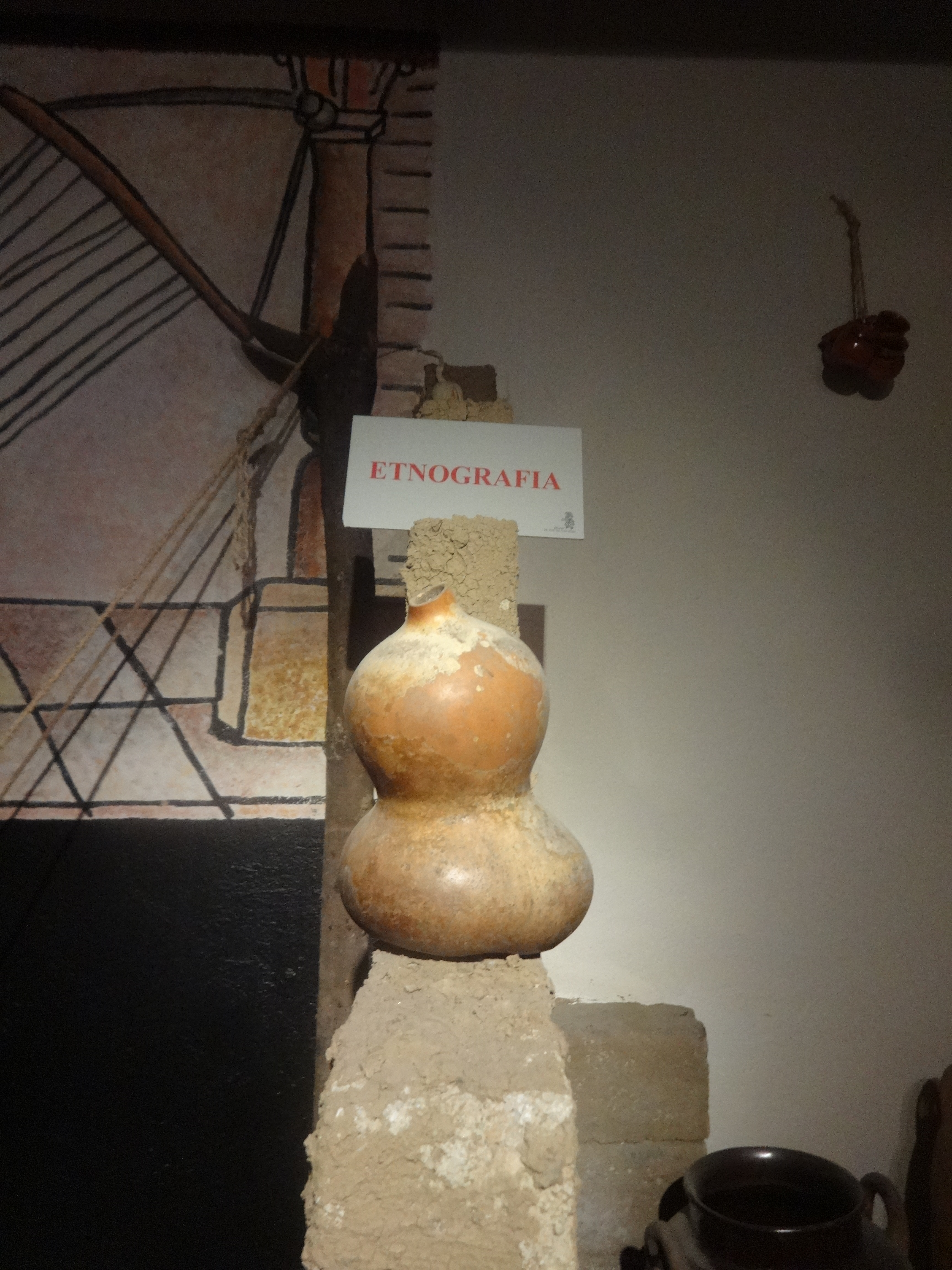
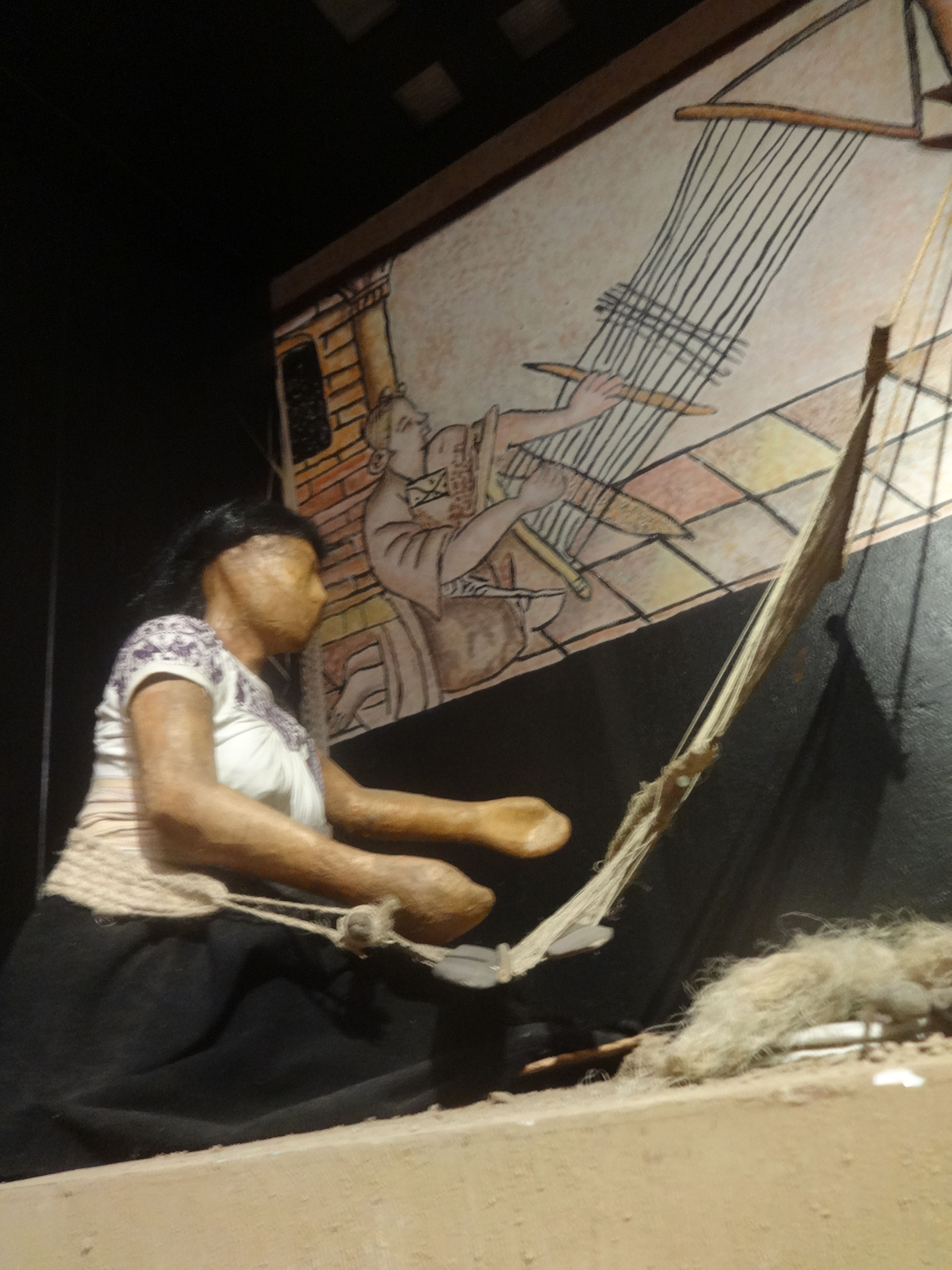
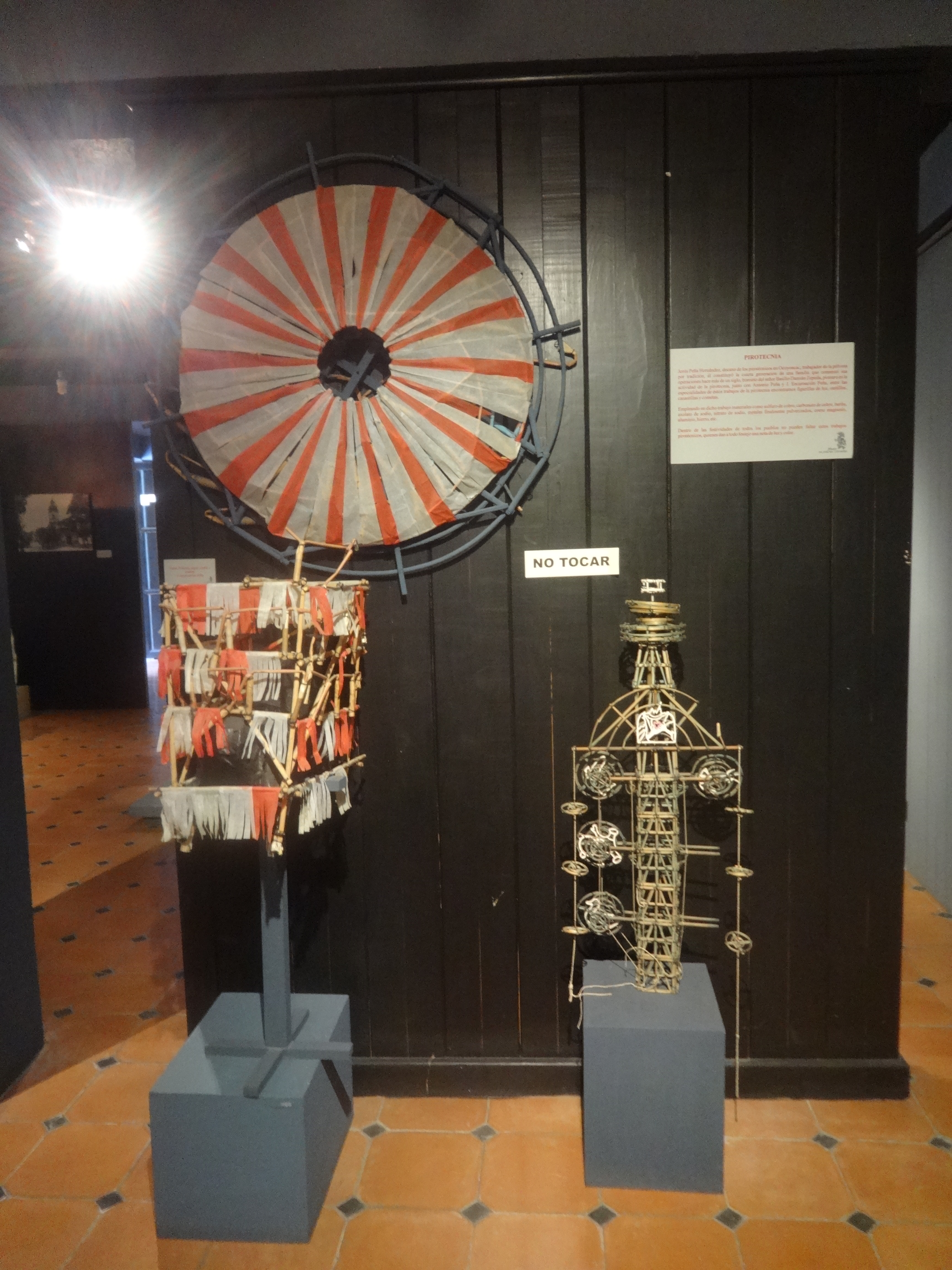
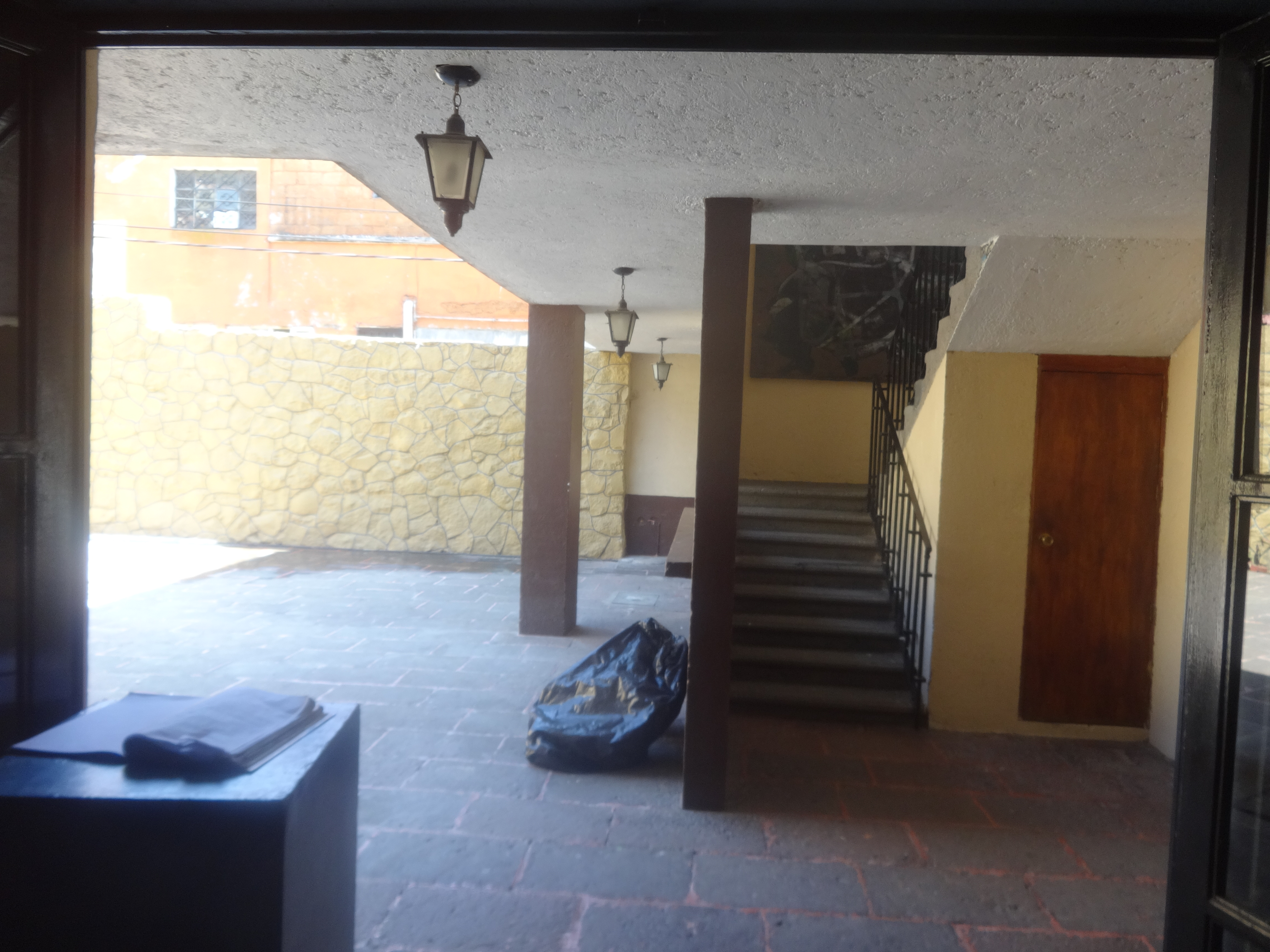

En el acervo del patrimonio cultural destacan: la Casa de Cultura, con sus colecciones de fotografía y hermoso edificio colonial mexicano.

## Fiestas, danzas y tradiciones

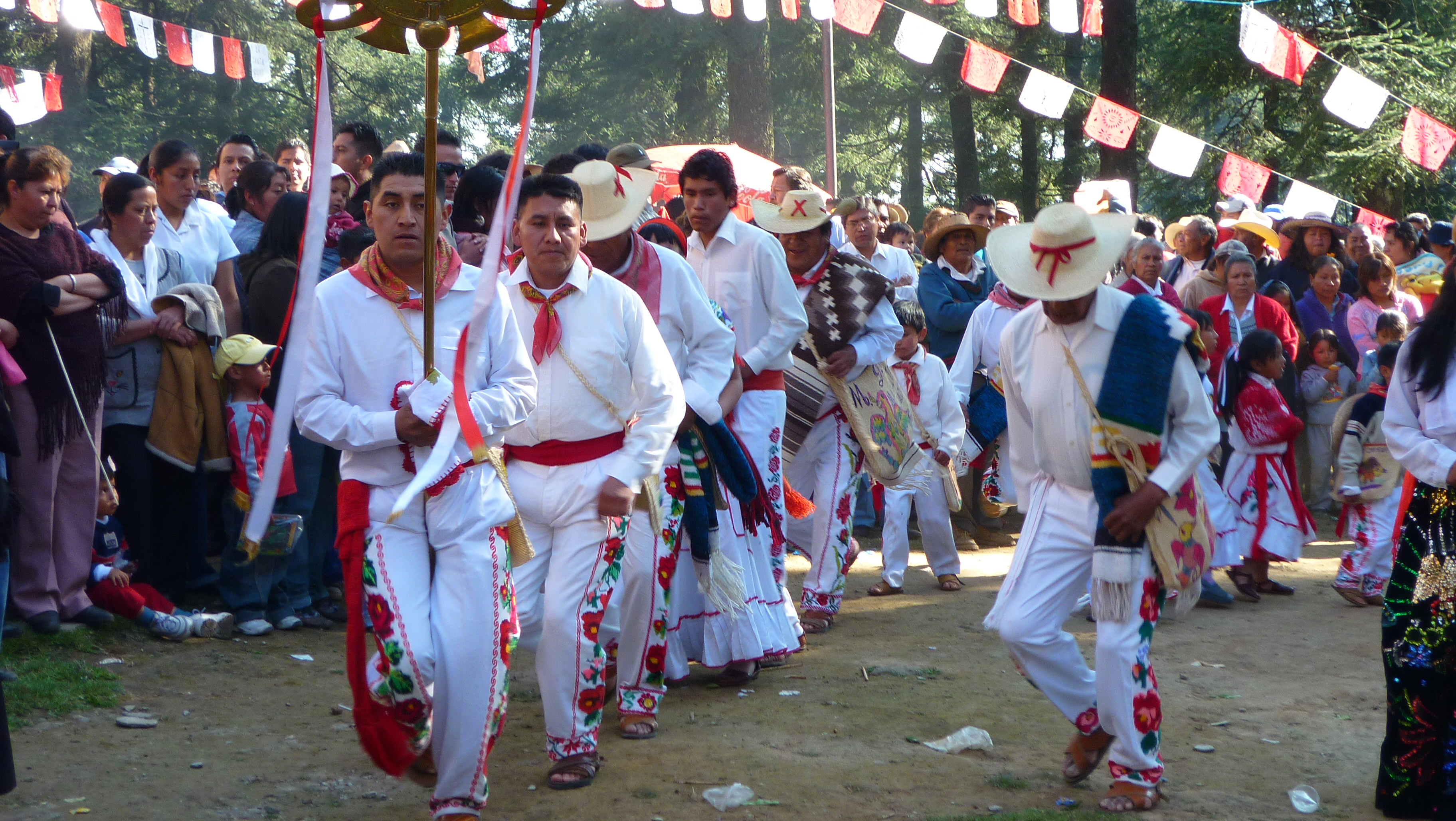
"Danza de los Arrieros" en San Jerónimo Acazulco.

Entre las principales fiestas patronales destacan: el Carnaval de la cabecera municipal y de Atlapulco; la fiesta patronal de Ocoyoacac el 11 de noviembre; las fiestas de San Pedro y San Pablo el 29 de junio en  Cholula; el año nuevo en Acazulco; la Semana Santa en Atlapulco y Cholula; el 24 de junio en Coapanoaya, el 15 de agosto en Tepexoyuca y el primer domingo de octubre en San Miguel y el 25 de julio en Santiaguito. Actualmente se ha añadido el festival Mitote del Mictlan, el cual se celebra a finales del mes de octubre en conmemoración del día de muertos.
El domingo anterior a la fiesta patronal hay desfile de carros alegóricos acompañados de comparsas y mascaradas. Durante la fiesta hay adorno de las calles con festones de banderas de papel picado, juegos mecánicos, bailes populares, fuegos artificiales y toros. En los domicilios, los invitados son agasajados con suculentos platillos de arroz, mole, barbacoa o carnitas y los típicos “chuchulucos” o “tamales de ollita”.

Entre las danzas destacan los arrieros, los moros y cristianos, las pastorcitas de Chalma, las inditas, los vaqueros y los negros sordos. Acompañando a los danzantes, toca la banda de música de viento.

### Música
Destacan los tríos en el barrio de Santa María, (LOS HUAYALEJOS) y las rondallas en la cabecera municipal como principal la rondalla Ocoyoacac de René Tadeo Mejía y en Atlapulco

### Artesanías
La alfarería de Coapanoaya y Tepexoyuca, los arreglos florales de naturaleza muerta de Atlapulco, las figuras en talla de madera de Cholula y del barrio de Santa María, la marquetería de Cholula y los fuegos pirotécnicos de la cabecera. (FAMILIA PEÑA).

### Gastronomía
El alimento típico de la cabecera municipal es el “tamal de ollita” o “chuchuluco”, suculento tamal hueco relleno de salsa líquida y carne de cerdo, que se toma acompañado con un jarro con atole de masa de maíz o de pinole o café caliente; el pan casero, donde destacan las conchas y los bizcochos de mantequilla o de huevo. En los parques recreativos de La Marquesa y Atlapulco, los alimentos que se comercializan son la trucha, la barbacoa, las carnitas, los sopes y las empanadas.

## Centros turísticos

### Zonas arqueológicas
Destaca Tlalcozpa (NOMBRE CORRECTO TLACOXPA) con influencia teotihuacana; Tepalcatitla, el Teponaztle, la Víbora, Río Hondito, la Peña Torcida, la Laja y el Don Gú de Hueyamalucan  (INCORRECTO ESTOS PARAJES Y CERROS PERTENECEN A TEPEXOYUCAN Y SON TEPANECAS) con influencia otomí-mexica.
Ocoyoacac fue un centro cívico – ceremonial que se desarrolló aproximadamente entre los años 450 y 650 de nuestra era, y su breve ocupación se ubica hacia finales del periodo Clásico en la cronología de Mesoamérica.  Por medio de las exploraciones arqueológicas se ha observado que, en este periodo, creció el número de los asentamientos habitacionales en el valle de Toluca, en donde existían poblaciones de grupos agricultores, posiblemente, de origen otomí suriano (NO EXISTEN LOS OTOMIES SURIANOS).  Entre ellos destaca, por su extensión, el sitio de Ocoyoacac (OCOYACAC), ya que en este lugar se concentró una alta densidad en cuanto a la población.
En los cuartos, pasillos, drenajes y tlecuiles de la zona habitacional ya explorada se han recuperado vestigios de ollas, cazuelas, instrumentos de molienda, metates y manos, y de corte, navajas y cuchillos así como entierros humanos acompañados de vasijas, generalmente colocados dentro de los cuartos. Todos estos elementos indican que se trataba de unidades domésticas, es decir, de espacios de residencia, producción y consumo habitados por campesinos, artesanos, comerciantes y miembros de la clase dirigente.
Durante el tiempo de apogeo de Ocoyoacac (OCOYACAC), la ciudad de Teotihuacán (TENEMOS EN OCOYACAC 2223 AÑOS DE EXISTENCIA) se desempeñaba como centro rector de Mesoamérica.  Desde aquel lugar se expandían las ideas, las modas y se controlaban rutas de comercio a través de pequeños centros satélites. El producto principal de comercio fue la obsidiana, roca de origen volcánico. La influencia de Teotihuacán en Ocoyoacac se observa en el estilo y el diseño que adquirieron de la metrópoli teotihuacana. Este sitio arqueológico del Estado de México, se localiza en el municipio de Ocoyoacac, justo en el kilómetro 45.5 de la carretera México-Toluca.

### Zonas ecológicas
Otros atractivos turísticos de interés son las zonas ecológicas, entre las que destaca el parque nacional Miguel Hidalgo o La Marquesa con 1,000 ha de superficie, donde se encuentran valles, manantiales, arroyuelos, represas, espesos bosques, peñas para escalar, atalayas, una cascada natural de temporal y la piedra en equilibrio. Los valles de La Marquesa, La Cima, las Monjas, el Silencio, Salazar, El Zarco, El Conejo y El Potrero, donde se puede disfrutar de un día de campo entre valles, bosques y riachuelos.